# 東海旅客鉄道
東海旅客鉄道株式会社（とうかいりょかくてつどう、英: Central Japan Railway Company） は、東海地方を中心として旅客鉄道等を運営する日本の鉄道事業者。JRグループの旅客鉄道会社の一つ。通称はJR東海（ジェイアールとうかい）、英語略称はJR Central。コーポレートカラーはオレンジ色。本社は愛知県名古屋市（JRセントラルタワーズ）と東京都港区（JR東海品川ビル）。東京証券取引所プライム市場・名古屋証券取引所プレミア市場上場企業。日経平均株価およびTOPIX Large70、JPX日経インデックス400の構成銘柄の一つ。
国鉄分割民営化に伴い1987年（昭和62年）4月1日に日本国有鉄道（国鉄）から新幹線総局が管理していた東海道新幹線および静岡・名古屋の各鉄道管理局が管理していた在来線の鉄道事業を引き継いで発足した。
中部地方の財界を支える有力企業の一つで、歴代社長らは中部経済連合会などの役員を度々務めている。かつての「名古屋五摂家」に代わり、トヨタ自動車や中部電力と並んで中部財界の「新御三家」と呼ばれることもある。

## 概況

### 営業概要
東京駅 - 新大阪駅間を結ぶ東海道新幹線、および東海地方を中心として神奈川県、静岡県、山梨県、長野県、愛知県、岐阜県、滋賀県、三重県の8県にまたがる12線区の在来線を営業エリアとしており、旅客鉄道会社では唯一三大都市圏全てに営業エリアを持っている。一方で営業キロ数は、JR各社の中で四国旅客鉄道（JR四国）に次いで短い。
日本の鉄道の大動脈である東海道新幹線を運営し、リニア中央新幹線事業を推進していることから、東京本社や関西支社（大阪市）を構え、鉄道部門の収益のうち約88%を占める東海道新幹線が経営の最大の柱となっている。JRグループ各社の中では収益に占める新幹線の割合は最も高く、在来線の運輸収入はその1割にも満たない。ドル箱路線である東海道新幹線の割合が高いことから2019年度の運輸部門の営業利益率は45%となり、高い利益率から営業利益ではJRグループで売上高最大の東日本旅客鉄道（JR東日本）を上回る。高速鉄道の海外輸出に向けてアメリカなどで海外拠点も展開している。またJRセントラルタワーズやJRゲートタワーなど、JR東海最大のターミナル駅である名古屋駅周辺での不動産開発を積極的に行なっている。さらに髙島屋と協業して2000年にジェイアール名古屋タカシマヤを開業しており、歴史が浅いながらも名古屋駅直結という利便性から日本有数の売上規模の百貨店にまで成長している。また東海地方以外にも、東海道新幹線沿線の首都圏や関西エリアでも不動産やホテルなどの関連事業を展開している。土地保有額では2018年12月時点でJR東日本を凌ぎ鉄道会社で最も多く、全産業でも住友不動産に次いで日本国内2位である。
2005年7月29日までに独立行政法人鉄道建設・運輸施設整備支援機構保有の224万株のうち約195万株が一般市場に売却された。そして2006年4月5日、同機構保有の全株（28万6,071株）が1株115万円（総額約3,289億円）でJR東海に売却され、当時上場していたJR3社のうちJR東日本、西日本旅客鉄道（JR西日本）に続いてJR東海も「完全民営化」を達成した。
2006年度の旅客運輸収入は1兆1,470億円で、うち32.5 %がJR東日本、22.3 %がJR西日本の窓口（旅行部門含む）で発売されたものである。JR各社間の取り決めでは他社区間完結の乗車券類を自社の窓口で売った場合、関係するJR他社から発売額の5 %分の手数料の支払いが得られること、および、「東京都区内」「東京山手線内」「横浜市内」「京都市内」「大阪市内」発着の乗車券類について、在来線を利用せず新幹線駅から直接の乗車・下車であっても、JR東日本またはJR西日本に一定額の調整金を支払うことになっており、JR東海は年間約300億円の手数料等をJR他社に支払っている。この問題に対して、JR東海はインターネット予約サービスの「エクスプレス予約・スマートEX」の普及促進により、直販率を高めてJR他社へ支払う手数料削減に取り組んでいる。
東名阪の大動脈にして日本経済を動かす東海道新幹線を経営していることから、日本の鉄道事業者の中では就職人気の高い企業となっている。リクルートが2011年新卒者向けに行なった「就職したい企業」アンケートではJR東海は1位にランクインしていた。『日本経済新聞』の調査によると同年新卒者では8位であったが、2012年新卒者では14位に下降している。

### 経営環境
発足当初から、JR西日本と同様に鉄道事業で収益を支えなければならない経営事情と新幹線鉄道保有機構が収益の足枷になっていた。これに加えて、本社があり人口の多い愛知県と、その周辺の岐阜県南部、三重県北部を含む中京圏（名古屋都市圏）ではトヨタ自動車のお膝元であることからマイカー普及率が全国でも上位クラスにあるのに加えて、名古屋鉄道（名鉄）や近畿日本鉄道（近鉄）などの並行する私鉄との競合や、北陸方面などとの優等列車がJR他社に直通しなければならないことから、東海道新幹線以外の在来線に関しては採算のとりにくい環境で、東海道新幹線以外の在来線は全て赤字経営である。また、新幹線に関しても、首都圏や関西圏など在来線はJR他社エリアに属する地域もあるため、企画販売や、東海道新幹線および中央新幹線で使われる品川駅などの新駅建設などの際には自由に身動きが取れないことも多い（後述）。
発足当初から、在来線では採算がとりにくい環境下であっても名古屋地区においては、東海道線を中心に列車の増発・スピードアップを図ってきた。他には、関西線での快速「みえ」の運行、武豊線の電化により、競合他社の私鉄に対抗している。収入源となっている東海道新幹線においても、近畿日本鉄道が名阪特急で運行しているアーバンライナーや2020年3月に運行を開始した「ひのとり」に対抗して、「のぞみ」を増発。正確性とスピードが求められるビジネスマンをターゲットにしている。
新幹線鉄道保有機構が解散したことで、サービスの充実と新車開発が容易となり、東海道新幹線には300系、700系、N700系・N700A、N700Sを次々に投入したり、新幹線車内で無料公衆無線LAN (Wi-Fi) サービスを開始したりするなど、サービスの向上にも取り組んでいる。
安全面も重視し、検査用車両ドクターイエローの投入、災害対策として早期地震検知警報システム「ユレダス」の導入、列車運転規制の目安としての土壌雨量導入 などを実施している。
一方で、1987年の分割民営化当初に承継した3,191億円の長期債務に加え、1991年に新幹線鉄道保有機構から買い取った5兆900億円の債務返済が重要な経営課題となっている。また、会社経営の根幹になっている東海道新幹線も開業から50年以上が経過し、老朽化した施設・設備の大規模な改修工事に備える一方で、かねてから予想されている最大のリスク要因である東海地震に対しての耐震性補強工事も進めなければならない。このため、リニア方式による中央新幹線の建設で首都圏と中京圏を結ぶ新幹線の二重化を図っているが、その建設費が債務返済と合わせた重要な経営課題ともなっている。

### JR各社との関係
東海道新幹線の品川駅をめぐっては、1990年5月の決算報告で「品川のJR東日本の土地を格安で譲り受け、そこに建設する」という構想を明らかにした。その後、「時価数千億円と言われる土地を簿価（1949年の価格）で譲り受ける」という計画をJR東日本ではなく、運輸省（現・国土交通省）に持ち込んだ。しかし、この構想や計画について事前にJR東日本に連絡や相談をしなかったことや、民営化の趣旨に反して国の介入を求めたことにJR東日本が反発。その後、1992年4月に運輸省事務次官の仲介で、JR東日本の住田正二社長（当時）とJR東海の須田寬社長（当時）が会談し、須田がこれまでのいきさつを陳謝。当初の案を撤回することで品川新駅の設置が決定した。
1997年にJR東海が独自に発売した新幹線回数券「東海道新幹線専用TEXきっぷ」は、東京都区内や大阪市内など乗車券の特定都区市内制度を適用させず、さらに購入や座席指定をJR東海の窓口に限定した。このきっぷ以前から長くJRグループ各社の全国の窓口で発売していた新幹線回数券「新幹線エコノミーきっぷ」は、特定都区市内制度を適用していたため、TEXきっぷ利用者が東京都区内や大阪市内から（まで）利用できると勘違いし、乗降駅の特定都区市内駅や乗り越し駅でトラブルが続出した。JR東日本やJR西日本は「在来線にも乗れると勘違いした乗客の苦情処理を自社でしなければならない」とTEXきっぷの見直しを要請。しかし、JR東海は応じず、対立が続いた。結局、2年後の1999年にTEXきっぷと新幹線エコノミーきっぷを統合した「新幹線ビジネスきっぷ」がJRグループで発売（特定都区市内制度適用、全JRで購入や座席指定可能）になるまでこの混乱は続いた。このTEXきっぷは、前項「営業概要」で挙げられた、JR東日本やJR西日本への手数料の支払いを嫌った一例である。
JR東日本が大多数の駅を抱えている首都圏と、JR西日本が大多数の駅を抱えている京阪神圏を結んでいる東海道新幹線で、会員制（年会費が必要）の新幹線予約サービス「エクスプレス予約」やその姉妹サービスの「プラスEX」の利用を促進する背景には、このような事情もある。なお、新幹線の相互乗り入れが実施されているJR西日本とは、2005年12月より「エクスプレス予約」が山陽新幹線区間の新神戸駅まで暫定的に拡大され、翌年の2006年7月22日より東海道・山陽新幹線の全区間に拡大し、2022年6月25日よりJR九州が運営する九州新幹線の全区間にも拡大された。一方、JR東日本のサービス「モバイルSuica」は、JR東海の「ビュー・エクスプレス特約」サービスに契約することで、エクスプレス予約の利用が認められている。
JR西日本とは前述の「エクスプレス予約」拡大のほか、700系以降の新幹線車両の共同開発、東海 - 中国・九州地区との新幹線割引券（のぞみ早特往復きっぷ）の発売など、協業の度合いが強まっている。JR西日本とは寝台電車（「サンライズ瀬戸・出雲」用の285系）も共同開発している。
2006年11月から名古屋圏で導入したIC乗車カード「TOICA」（トイカ）が、2008年3月29日からJR東日本の「Suica」、JR西日本の「ICOCA」との間で相互利用が可能となったほか、2021年3月13日からは両者エリアと跨ぐ定期券の発行も開始した。さらに2011年3月5日にはJR九州の「SUGOCA」と、2012年4月21日に名古屋鉄道・名古屋市交通局などの「manaca」と、2013年3月23日には交通系ICカード全国相互利用サービスの実施で北海道旅客鉄道（JR北海道）の「Kitaca」や首都圏私鉄の「PASMO」、関西私鉄の「PiTaPa」、西日本鉄道（西鉄）の「nimoca」、福岡市交通局の「はやかけん」との間でも相互利用が可能となっている。
JRグループで唯一、在来線も対象としたインターネット予約サービスは展開していなかったが、2019年4月1日からJR西日本の「e5489」で予約した、JR東海エリアを含む乗車券類（東海道新幹線と在来線の乗り継ぎ割引を適用した特急券、東海道・山陽新幹線からエクスプレス予約に対応していない九州新幹線に改札内で乗り継ぐ特急券、一部を除く在来線のみの特急券）をJR東海の主要駅で受け取りが可能になった。また、2022年4月1日からJR東日本の「えきねっと」で予約した乗車券類（無割引のきっぷ、乗継割引・往復割引が適用されたきっぷ）をJR東海の指定席券売機が設置されている駅で受け取りが可能になった。

### 英語表記について
当社の英語表記は「Tokai Railway Company」ではなく、「Central Japan Railway Company」となっている。また、「JR東海」の英語表記も「JR Tokai」でなく「JR Central」であり、JR旅客6社では唯一英字商号・略称（Central Japan、中日本の意）が日本語商号・通称（東海）の音訳ではなく、地理的な意味も異なっている。切符の地紋には「C」（CentralのC）が記されている。
自社やグループ会社で「セントラル」を含む名称を多用しており、名古屋駅ビルの「JRセントラルタワーズ」や「名古屋セントラル病院」、関連会社の社名に「セントラル」を含むものが存在するほか、かつては「セントラルライナー」という列車も存在した。
しかし一方で、関連会社については「Tokai」の表記を使用する企業もいくつかあるほか（「ジェイアール東海バス → JR Tokai Bus」など）、JR東海エクスプレス・カードのロゴには「JR TOKAI」と記されている。

### 中央新幹線（リニア）
2007年12月25日に首都圏 - 中京圏間のリニアモーターカー式の中央新幹線を全額自己負担で建設することを発表した。路線距離は約290km、総事業費は約5.1兆円。具体的な資金調達方法は未定とされたが、試算では開業8年目には2007年度と同水準の長期債務残高に戻り自力で建設しても財務の健全性に問題ないとされている。地元の要望で建設される途中駅については地元に建設費用の負担を求めるものとされた。全額自己負担で建設した場合、民間企業が独力で開業する初の新幹線となる。しかし、当時社長であった山田佳臣が2013年9月18日の記者会見で「絶対ペイしない」、さらに10月17日の会見でも「（リニアだけで）採算はとれない」と公言し、リニア単独での投資回収を目的とする計画ではなく従来の新幹線の収入で建設費を賄う考えであることを示したものの、これがうまくいくのかという意見や、トンネル掘削による地下水への影響、電磁波の人体への影響、新幹線の3倍を超える電力消費量などの点からリニア計画の意義を問う声もある。一部着工後も、静岡県の川勝平太知事が大井川の流量減少の懸念から赤石山脈（南アルプス）を貫通するトンネル工事の許可を出さないことから、JR東海は2027年開業が困難との見解を示している（後述）。
リニアについては会社発足当初から鉄道総合技術研究所と共同で超電導リニア（磁気浮上式鉄道）の実験などを行っており、2005年3月25日から9月25日まで開催された「2005年日本国際博覧会（愛・地球博）」に、関連技術を含めて紹介するパビリオン「JR東海 超電導リニア館」を出展した。
2008年にリニアの車両製造にあたる日本車輌製造を株式公開買付け (TOB) によって連結子会社化した。2011年5月20日に国土交通省はJR東海を中央新幹線の建設・営業主体として正式指名した。
2016年、政府が財政投融資（財投）の活用などで資金支援することを表明したことから、名古屋 - 大阪間延伸を最大8年前倒しすることを正式表明。同年11月には、鉄道建設・運輸施設整備支援機構より中央新幹線の建設費用の一部について約3兆円の借り入れを申請することを決定した。JR東海の代表取締役名誉会長（当時）である葛西敬之は2017年3月、『週刊ダイヤモンド』の取材に対し、「東海道新幹線というお財布があって必ず返済できる」と表現した。
品川駅 - 名古屋駅間については、2027年完成をめざしているが、前述のように静岡県内の区間で大井川の流量減少の問題により静岡県とJR東海の協議が難航しているため、静岡県域の区間は未着工である。

### 日本国外への展開
2009年11月16日に名古屋市内のホテルで「高速鉄道シンポジウム」を開催。出席した在日大使館関係者らへ向けて東海道新幹線や超電導リニア技術の特長を紹介したほか、米原駅 - 京都駅間でN700系車両（Z0編成）による最高時速330キロメートル運転の体験乗車も実施。世界各国で高速鉄道建設が検討される中、JR東海の両システムの優位性を広く世界へ発信した。
2010年1月25日に、アメリカ合衆国の調査会社2社と最新型高速鉄道システム「N700-I Bullet」と超電導リニアシステム「SCMAGLEV」の展開を図るため、アメリカをはじめとした諸外国での市場でいくつかの高速鉄道路線プロジェクトに参入することが発表された。2018年時点ではアメリカ国内で2件の高速鉄道事業を実行またはプロモーション活動中であるほか、台湾高速鉄道から技術コンサルティングを請け負っている。この一環で、テキサス・セントラル・レイルウェイへの支援を行っている。

### その他の事業
不動産開発
1999年に開業した名古屋駅直上のJRセントラルタワーズが代表的である。「世界一高い駅ビル」としてギネス・ワールド・レコーズにも掲載された。名古屋マリオットアソシアホテル、ジェイアール名古屋タカシマヤとオフィスが入居する複合型超高層ビルで、名古屋のランドマークとなっている。
2016年にはかつて松坂屋名古屋駅前店が入居していた名古屋ターミナルビル跡地にJRゲートタワーが開業した。名駅地区の積極的な再開発の結果、地区別の百貨店売上高で名駅地区が旧来の名古屋の商業集積地の栄地区を上回る現象が起きている。
博物館・美術館
須田寛（元社長、のちに相談役）の提唱による鉄道博物館が計画され、2008年4月15日に当時の社長の松本正之が記者会見で名古屋港の金城ふ頭に建設することを発表。「リニア・鉄道館〜夢と想い出のミュージアム〜」として2011年3月14日に開館した。
鉄道の博物館とは別に、画家・山口蓬春のメモリアル施設である「山口蓬春記念館」を、神奈川県三浦郡葉山町において関連団体のJR東海生涯学習財団が運営している。
中古鉄道用品の販売
会社発足30周年記念として、実際に使用された鉄道用品をインターネット販売するサイト「JR東海鉄道倶楽部」 を2017年10月12日に開設。初回販売分では主に廃車された新幹線700系電車の座席・テーブル、銘板・方向幕、運転席用セミバケットシート（RECARO製）、乗務員が実際に使用していた懐中時計などが販売され、多くが即座に完売した。2019年1月には、同様に使用済みの新幹線用品を福袋として販売した。

## 経営理念
「日本の大動脈と社会基盤の発展に貢献する」 - 「日本の大動脈」は東海道新幹線とリニア中央新幹線による高速大量旅客輸送を、「社会基盤」は名古屋・静岡を中心とした地域に根差した在来線運営とこれらの地域を中心とした関連事業展開で人々の生活を支えることを示している。

## 事業所

### 本社
| 名称         | 所在地                                                       |
| ------------ | ------------------------------------------------------------ |
| 本社         | 愛知県名古屋市中村区名駅一丁目1番4号（JRセントラルタワーズ） |
| 本社（東京） | 東京都港区港南二丁目1番85号（JR東海品川ビルA棟）             |

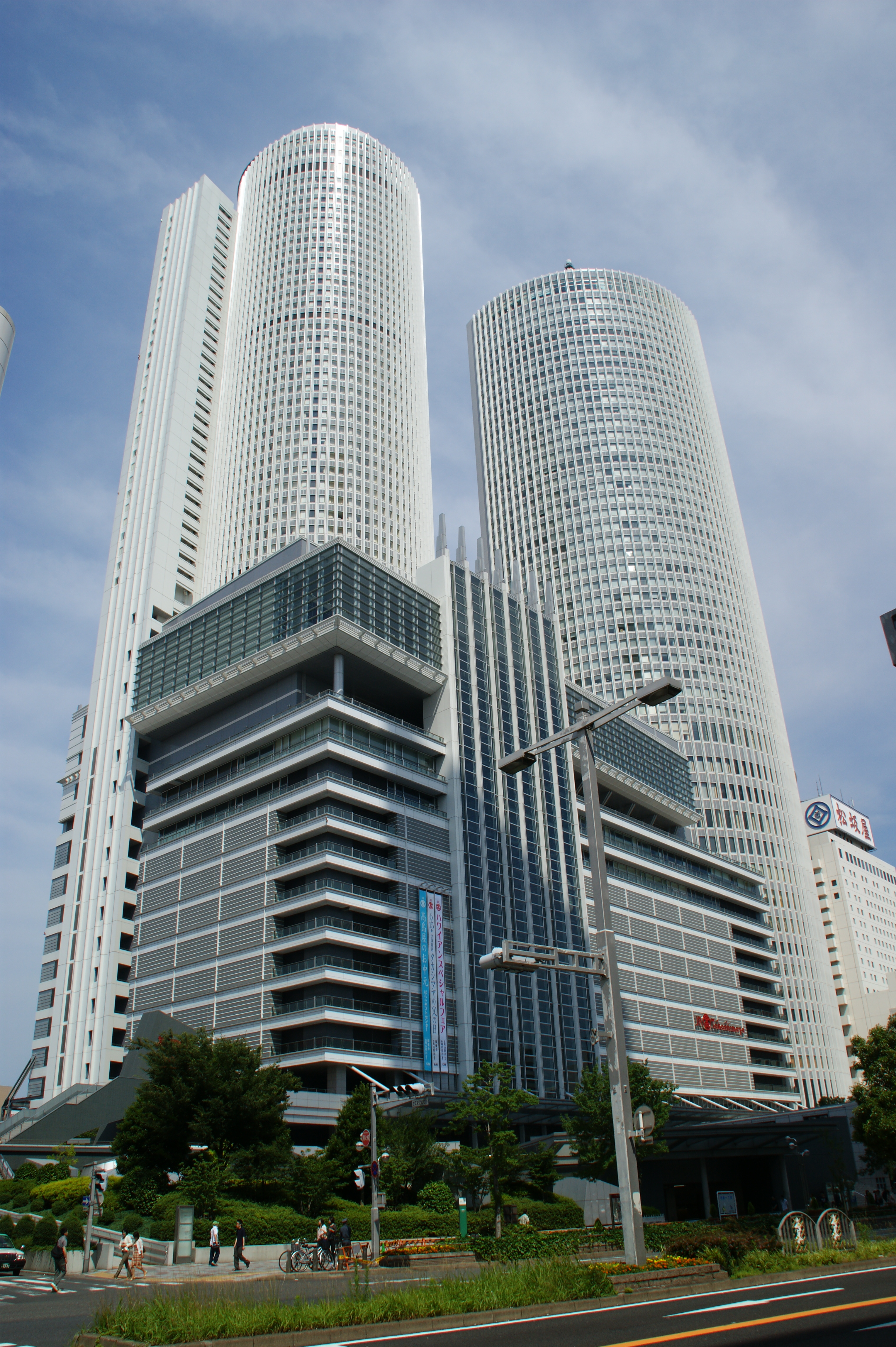
本社があるJRセントラルタワーズ

JRグループで2本社制を採っているのは、2024年9月現在ではJR東海のみである。登記上の本店は名古屋本社とされている。

### 支社

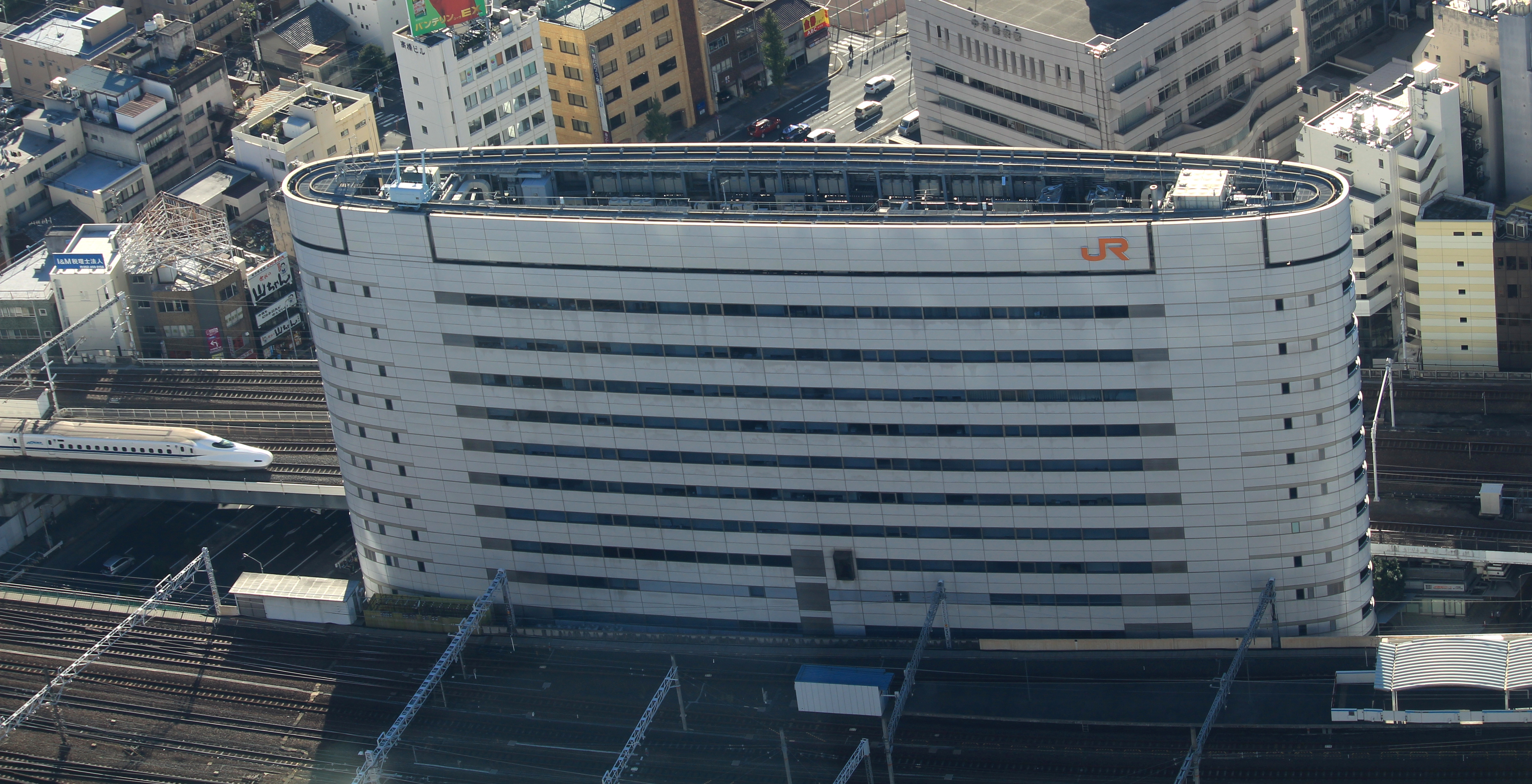
東海鉄道事業本部があるJR東海太閤ビル

| 名称                                   | 所在地                                                  |
| -------------------------------------- | ------------------------------------------------------- |
| 東海鉄道事業本部（旧名古屋鉄道管理局） | 愛知県名古屋市中村区名駅一丁目3番4号（JR東海太閤ビル）  |
| 新幹線鉄道事業本部（旧新幹線総局）     | 東京都千代田区丸の内一丁目9番1号（丸の内中央ビル）      |
| 静岡支社（旧静岡鉄道管理局）           | 静岡県静岡市葵区黒金町4番地                             |
| 三重支店                               | 三重県津市羽所町700番地（アスト津12F）                  |
| 飯田支店                               | 長野県飯田市上飯田5356番地                              |
| 関西支社                               | 大阪府大阪市淀川区宮原一丁目1番1号（新大阪阪急ビル10F） |

### その他の機関・施設
| 種別         | 名称                                   | 所在地                                     | 備考                                        |
| ------------ | -------------------------------------- | ------------------------------------------ | ------------------------------------------- |
| 研修機関     | 総合研修センター                       | 静岡県三島市文教町1丁目4番19号             | 2011年9月30日に総合研修センターとして開所。 |
| 研究施設     | 総合技術本部技術開発部（小牧研究施設） | 愛知県小牧市大山1545                       |                                             |
| 事務所       | 海外事務所                             | 米国ワシントン、英国ロンドン、豪州シドニー |                                             |
| 付属医療機関 | 名古屋セントラル病院                   | 愛知県名古屋市中村区太閤3丁目7番7号        |                                             |
| 展示施設     | リニア・鉄道館                         | 名古屋市港区金城ふ頭3丁目2番2号            |                                             |
| 展示施設     | 山口蓬春記念館                         | 神奈川県三浦郡葉山町一色2320               | JR東海生涯学習財団が運営                    |

### 駅業務
駅業務の委託は他のJR各社と同様に行われている。かつては地方自治体を通じて子会社のJR東海交通事業に再委託され、窓口にマルス端末を設置してJR各社の全ての列車の指定券も購入可能な駅が存在していたが、2011年10月1日の一身田駅および高茶屋駅の無人駅化以降、同社で簡易委託業務を行っている駅は無い。現存している管内の簡易委託駅では、各駅所在地方自治体等が駅業務を行っていて、大半の駅の窓口にマルス端末が設置され、一部の企画乗車券発売や払い戻し、クレジットカードは取り扱っていないが、通常の「みどりの窓口」とほぼ同等の機能を有しており、利用者の便宜が図られている。JR東海では「みどりの窓口」の名称およびマークの使用をやめ、「JR全線きっぷうりば」との表記に順次置き換えているが、この理由については「どの駅（の窓口）でも指定席の発売が可能なため」と説明している。
「みどりの窓口」（現・「JR全線きっぷうりば」）におけるクレジットカードの取り扱いはJR旅客6社の中で最後まで遅れ、「JRカード」（JR旅客6社とクレジット会社の提携カード）および「JR東海エクスプレス・カード」を除いた主要ブランドの一般クレジットカードの取り扱いを開始したのは2004年4月1日からである。それまでは長距離乗車券類や定期券などの高額商品を一般のクレジットカードで購入できない状況が長い間続いていた。また一般クレジットカード取り扱い開始と同時期に「JR東海エクスプレス・カード」でも国際ブランド提携のカードが発行され、他社窓口でも国際ブランド経由で利用できるようになった。

## 本社組織
2023年7月1日現在
- 秘書部
- 総合企画本部
- 総合技術本部
- 中央新幹線推進本部
- 監査部
- 広報部
- 総務部
- 法務部
- 人事部
- 財務部
- 管財部
- 営業本部
- 事業推進本部
- 建設工事部
- 安全対策部
- 海外事務所（ワシントンD.C.・ロンドン・シドニー）
- 総合研修センター
- 名古屋セントラル病院
- 健康管理センター
- 事務統括センター
- リニア・鉄道館

## 歴史
- 1987年（昭和62年）
  - 4月1日：国鉄分割民営化に伴い東海旅客鉄道株式会社が発足[42]。
  - 7月1日：国内旅行業としての営業開始。
- 1988年（昭和63年）
  - 1月31日：岡多線廃止（愛知環状鉄道に転換）。
  - 4月1日：バス事業を分離し、ジェイアール東海バスに移管。
- 1989年（平成元年）
  - 2月18日：キハ85系気動車が特急「ひだ」で営業運転開始。
  - 3月11日：東海道本線で新快速を運転開始[43]。
  - 4月13日：飯田線北殿駅にて列車衝突事故発生（「飯田線北殿駅列車正面衝突事故」参照）。
  - 6月1日：JR東海エクスプレス・カードのサービス開始[42]。
  - 7月9日：金山総合駅開業。311系電車が営業運転開始[44]。
- 1990年（平成2年）4月16日：改札鋏を廃止し、スタンプ押印となる[45]。
- 1991年（平成3年）
  - 3月16日：小田急新宿駅 - 沼津駅間に特急「あさぎり」運転開始（従来の同名急行列車を格上げ）[45]。「あさぎり」に371系電車を投入して相互直通運転。
  - 4月21日：飯田線中部天竜駅構内に佐久間レールパークをオープン。
  - 10月1日：東海道新幹線の施設を新幹線鉄道保有機構（現:鉄道建設・運輸施設整備支援機構）から買い取る[42]。
- 1992年（平成4年）
  - 3月14日：新幹線「のぞみ」が東京駅 - 新大阪駅間で運転開始[46]。
- 1993年（平成5年）
  - 3月18日：管内の快速・普通列車が全面禁煙化。新幹線「のぞみ」が東京駅 - 博多駅間の運転となる[42]。
- 1994年（平成6年）
  - 3月1日：入場券を2時間制限とする[47]。
- 1995年（平成7年）
  - 4月29日：383系電車が特急「しなの」で営業運転開始[42]。
- 1996年（平成8年）
  - 3月16日：165系電車の大垣夜行に代わり373系電車の快速「ムーンライトながら」運転開始。
  - 7月1日：磁気浮上式鉄道山梨リニア実験線発足[42]。
- 1997年（平成9年）
  - 10月8日：東京証券取引所、大阪証券取引所[注 12]、名古屋証券取引所、京都証券取引所[注 13] に株式上場[42][注 14]。
- 1998年（平成10年）
  - 7月10日：寝台特急「サンライズエクスプレス」運転開始[42]。
- 1999年（平成11年）
  - 5月6日：313系電車が営業運転開始。
  - 9月18日：この日の臨時「こだま473号」を以って、0系が東海道新幹線での運転を終了[42]。35年の歴史に幕を下ろす。
  - 11月20日：ウェブサイトを開設[42]。
  - 12月4日：東海道本線で特別快速、中央本線でセントラルライナー運転開始。
  - 12月20日：JRセントラルタワーズ開業[42]。
- 2001年（平成13年）
  - 6月22日：改正JR会社法が公布（成立は2001年（平成13年）6月15日）。本州3社が本法の適用から除外され、JR東海の純粋民間会社（非特殊会社）化が実現。
  - 9月3日：インターネットによる新幹線座席予約サービス「エクスプレス予約」開始。
- 2003年（平成15年）
  - 9月16日：この日の臨時「ひかり309号」を以って、100系が東海道新幹線から引退。
  - 10月1日：東海道新幹線の品川駅が開業。東海道新幹線の営業運転最高速度を270km/hに統一。
- 2005年（平成17年）
  - 3月25日：2005年日本国際博覧会で「JR東海 超電導リニア館」出展（同年9月25日まで）。
- 2006年（平成18年）
  - 4月5日：鉄道建設・運輸施設整備支援機構保有の株式を自己株式として買い受け、完全民営化が完了。
  - 11月25日：名古屋エリアの在来線にICカード乗車券TOICAを導入。
- 2007年（平成19年）
  - 3月17日：この日限りで285系電車を除く在来線車両から車内公衆電話サービスを全廃。
  - 3月18日：静岡支社管内に313系電車103両を投入。ホームライナーや特急列車では禁煙車を増やし、一部の列車では完全禁煙とする（JR東海管内では新幹線を除きJR東海車両の自由席は事実上全席禁煙化）。特急「東海」を廃止。
  - 7月1日：新幹線N700系の営業運転を開始。
- 2008年（平成20年）
  - 3月1日：静岡エリア（東海道本線 函南駅 - 新所原駅の39駅）でTOICA導入、これにより名古屋エリアと合わせて114駅に拡大された。
  - 3月29日：JR3社によるIC乗車券の新連携サービスの提供開始。
    - 「TOICA」「Suica（モバイルSuica含む）」「ICOCA」との相互利用開始。
    - 「EX-ICサービス」開始。東海道新幹線のチケットレス化を目指し、「エクスプレス予約」会員向けに「EX-ICカード」を新たに発行する。

  - 10月15日 日本車輌製造の株式50.86%を取得し連結子会社化。
- 2009年（平成21年）
  - 3月14日：東海道新幹線で「のぞみ」を1時間あたり最大9本運行可能とするダイヤ改正を実施。東海道新幹線N700系使用列車でインターネット接続サービスを提供開始。またこの日から在来線全駅のホームが全面禁煙化[48]。
  - 6月1日：寝台列車を除く特急列車とホームライナーが全面禁煙化。
  - 7月1日：尾張一宮駅にJR東海初の女性駅長が就任。
  - 11月1日：佐久間レールパークが閉園。
- 2010年（平成22年）
  - 3月1日：簡易株式交換により名古屋ターミナルビル株式会社を完全子会社化[49]。4月1日に名古屋ターミナルビル株式会社とジェイアールセントラルビル株式会社が合併。
  - 3月13日：TOICAの電子マネーサービス開始。同時にSuica、ICOCA、TOICAの電子マネー相互利用開始[50]。
  - 6月9日：社員のIC乗車券の不正使用に伴い、処分および今後の再発防止策を公表[51]。
- 2011年（平成23年）
  - 3月4日：社員の大麻取締法違反容疑で、処分等を公表[52]。
  - 3月5日：JR九州のICカードSUGOCAと乗車券・電子マネー相互利用開始[53]
  - 3月12日：ダイヤ改正に合わせて、東海道新幹線の3号車が禁煙車（300系・700系車両）となる。これにより「のぞみ」「ひかり」の自由席は全て禁煙となる。また駅ホームの一部喫煙コーナー室内化の試行として、名古屋駅ホームおよび東京駅ホームに喫煙ルームを設置。
  - 3月14日：名古屋港の金城ふ頭に「リニア・鉄道館〜夢と想い出のミュージアム〜」が開館。なお開館セレモニーは、東北地方太平洋沖地震の被災者の心情等に配慮し中止。
- 2012年（平成24年）
  - 3月17日：御殿場線特急「あさぎり」の運行区間が新宿駅 - 御殿場駅間に短縮され、371系電車が「あさぎり」の運用から離脱。また、東海道新幹線「こだま」での車内販売を全廃。
  - 4月21日：TOICAとmanacaの相互利用[注 7] を開始。
- 2013年（平成25年）
  - 2月8日：新幹線N700Aの営業運転を開始。
  - 3月16日：在来線特急列車の車内販売を全廃。中央本線のセントラルライナーを廃止。
  - 3月23日：全国交通系ICカード相互利用[注 7]開始。
  - 9月27日：飛騨森林都市企画株式会社の保有株式を株式会社マックアースに譲渡。これによりスキー場（チャオ御岳スノーリゾート）運営より撤退。
- 2014年（平成26年）
  - 3月15日：新幹線車内の自販機による飲料販売を取り止め[54]、自販機を順次撤廃。車内掲載時刻表も順次撤廃して広告に。グリーン車電照広告を紙製に交換。
  - 10月1日：東海道新幹線が開業50周年を迎え、東京駅、静岡駅、名古屋駅、新大阪駅で記念の出発式を開催。
  - 10月28日：世界貿易機関 (WTO) 政府調達協定の対象から除外[55]。
- 2015年（平成27年）
  - 3月1日：武豊線が電化。
- 2017年（平成29年）
  - 9月30日：交通系ICカードで利用できる新幹線ネット予約・チケットレス乗車サービス「スマートEX」開始[56]。
- 2018年（平成30年）3月：在来線各線に駅ナンバリングとラインカラーを順次導入（紀勢本線、参宮線、名松線は対象外）[57][注 15]。
- 2020年（令和2年）
  - 3月1日：新幹線700系の運用終了[58][59]。
  - 3月14日：ダイヤ改正。このダイヤ改正から在来線用の紙冊子の時刻表を廃止[60]。
  - 7月1日：新幹線N700Sの営業運転を開始[61]。
- 2021年（令和3年）エクスプレス・ワーク・ブース（名古屋駅）

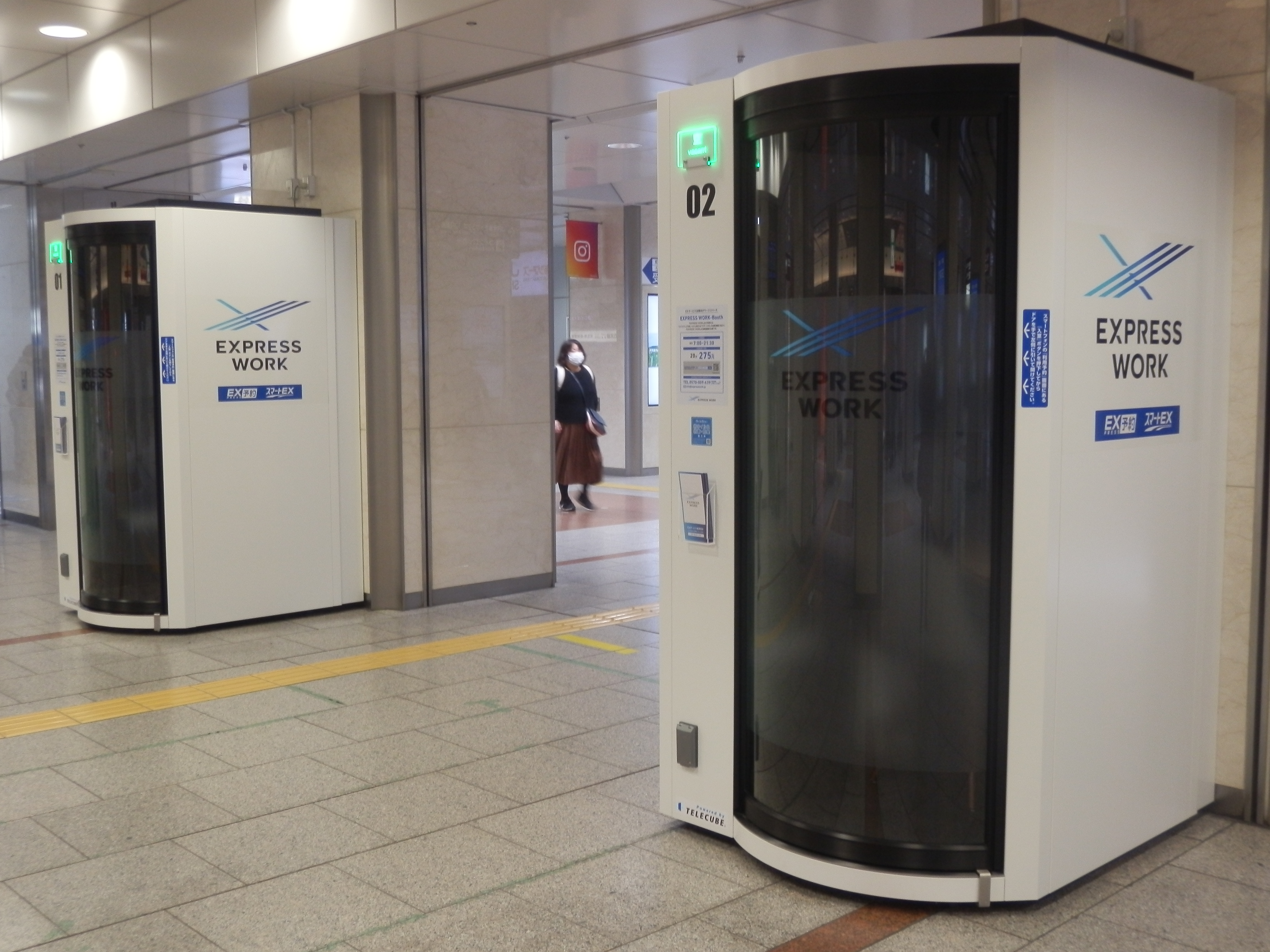
エクスプレス・ワーク・ブース（名古屋駅）

  - 1月22日：「ムーンライトながら」運転終了を発表[62]。2020年3月29日の大垣発が「ムーンライトながら」最後の運転となった[63]。
  - 3月1日：東海道本線金山駅3番線でホームドア使用開始。
  - 10月1日：新幹線「のぞみ」でワークプレイス「S Work車両」を導入[64]。
  - 12月1日：EXサービス（エクスプレス予約・スマートEX）会員向けに新幹線駅などでワークスペースおよびワークブース「EXPRESS WORK」供用開始[65]。
- 2022年（令和4年）
  - 3月5日：315系電車が営業運転を開始[66]。2025年度までに計352両を新製する予定[67][68]。
  - 4月：東京証券取引所及び名古屋証券取引所における市場区分の見直しに伴い、上場する市場を東京証券取引所においてはプライム市場、名古屋証券取引所においてはプレミア市場へ変更。
  - 7月1日：ハイブリッド方式の特急用車両HC85系が「ひだ」の一部で営業運転を開始[69]。翌2023年度にかけて計64両を新製し、試験走行車4両を量産車仕様に改造[70][71]。
  - 9月30日：この日限りで、JR東海管内完結およびJR東日本・JR西日本と跨がる区間の普通回数乗車券の販売を終了（身体・知的障害者用および通学用の普通回数乗車券は引き続き販売継続）[72][73]。
- 2023年（令和5年）
  - 7月1日：HC85系が「南紀」の全列車で営業運転を開始[74]。
  - 10月1日：訪日外国人旅行者向け乗車券「ジャパンレールパス」で、別途専用きっぷ購入で新幹線「のぞみ」が利用可能となる[75][76]。また、駅商業施設で利用できる共通ポイントサービス「TOKAI STATION POINT」（トスポ[77]）を開始[78][79]。
  - 10月20日：「S Work車両」を「ひかり」「こだま」にも設定。3人掛け席のB席にパーティションを設けA・C席を広く使える「S Work Pシート」を導入[80]。
  - 10月31日：この日をもって東海道新幹線の車内ワゴン販売を終了[81]。代替措置として、10月12日から「のぞみ」停車駅にドリップコーヒーとアイスクリームの自動販売機を11月1日までに新たに86台設置[82][注 16]。
- 2024年（令和6年）
  - 1月11日：東海道本線名古屋駅6番線でホームドア使用開始。
  - 3月16日：新幹線車内の喫煙ルームを廃止。災害対策として非常用飲料水の配備に充てる[83][84]。
  - 3月16日：中央本線に区間快速を新設。
- 2025年（令和7年）
  - 3月3日：ロケーションサービスの提供を開始（専用ホームページ開設）[85]。

### 歴代社長
| 代数  | 氏名     | 在任期間        | 出身校           | 備考                            |
| ----- | -------- | --------------- | ---------------- | ------------------------------- |
| 初代  | 須田寬   | 1987年 - 1995年 | 京都大学法学部   | 鉄道友の会・第7代会長           |
| 第2代 | 葛西敬之 | 1995年 - 2004年 | 東京大学法学部   | 学校法人海陽学園理事長          |
| 第3代 | 松本正之 | 2004年 - 2010年 | 名古屋大学法学部 | NHK（日本放送協会）第20代会長   |
| 第4代 | 山田佳臣 | 2010年 - 2014年 | 東京大学法学部   |                                 |
| 第5代 | 柘植康英 | 2014年 - 2018年 | 東京大学経済学部 | 元新潟鉄道管理局 総務部人事課長 |
| 第6代 | 金子慎   | 2018年 - 2023年 | 東京大学法学部   | 元新幹線鉄道事業本部 管理部長   |
| 第7代 | 丹羽俊介 | 2023年 -        | 東京大学法学部   | 民営化後入社                    |

## 路線

### 現有路線
2020年現在、以下の1,982.0 kmの鉄道路線（第一種鉄道事業）を保有している。新幹線は全て交流電化、在来線の電化路線はJR四国と同じく全て直流電化となっている。自動列車停止装置 (ATS) は、全ての路線で ATS-PT が使用される。
JR東海では自社路線含め「本線」の呼称が省略された形で案内される（例：「東海道線」「中央線」「関西線」）。
JR他社とは異なり、路線愛称が付けられた路線は一切なく、他社JR線への乗換案内でもJR東海では路線愛称を基本的に用いない。
新幹線を保有するJR旅客5社で唯一鉄道建設・運輸施設整備支援機構からの貸付区間（整備新幹線）を保有しない。新幹線開業に伴い、経営分離された並行在来線もない。
- ラインカラーおよび路線記号は2018年3月から順次導入[57]。

| 分類       | 路線名       | 路線 記号 | 区間                  | 営業キロ | 通称                             | 備考 |
| ---------- | ------------ | --------- | --------------------- | -------- | -------------------------------- | --- |
| 新幹線     | 東海道新幹線 | [ 注 22 ] | 東京駅 - 新大阪駅     | 552.6 km | 東海道・山陽新幹線               | 実キロは515.4 km |
| 幹線       | 東海道本線   | CA        | 熱海駅 - 米原駅       | 341.3 km | 東海道線（静岡地区、名古屋地区） | 金山駅 - 名古屋駅間 3.3 km は中央本線と重複 東京駅 - 熱海駅間はJR東日本の管轄 米原駅 - 神戸駅間はJR西日本の管轄                      |
| 幹線       | 東海道本線   | CA        | 大垣駅 - 関ケ原駅     | 13.8 km  | 新垂井線（下り本線）             | 下り列車のみ運行 大垣駅 - 南荒尾信号場間 3.1 km は本線と重複                                                                         |
| 幹線       | 東海道本線   | CA        | 大垣駅 - 美濃赤坂駅   | 5.0 km   | 美濃赤坂線                       | 大垣駅 - 南荒尾信号場間 3.1 km は本線と重複                                                                                          |
| 幹線       | 御殿場線     | CB        | 国府津駅 - 沼津駅     | 60.2 km  |                                  | |
| 幹線       | 中央本線     | CF        | 塩尻駅 - 名古屋駅     | 174.8 km | 中央西線 中央線                  | 列車運行上は上下逆転 金山駅 - 名古屋駅間 3.3 km は東海道本線と重複 東京駅 - 塩尻駅間および岡谷駅 - 辰野駅 - 塩尻駅間はJR東日本の管轄 |
| 幹線       | 関西本線     | CJ        | 名古屋駅 - 亀山駅     | 59.9 km  | 関西線                           | 亀山駅 - JR難波駅間はJR西日本の管轄                                                                                                  |
| 幹線       | 紀勢本線     |           | 亀山駅 - 新宮駅       | 180.2 km |                                  | 新宮駅 - 和歌山市駅間はJR西日本の管轄                                                                                                |
| 地方交通線 | 身延線       | CC        | 富士駅 - 甲府駅       | 88.4 km  |                                  | |
| 地方交通線 | 飯田線       | CD        | 豊橋駅 - 辰野駅       | 195.7 km |                                  | |
| 地方交通線 | 武豊線       | CE        | 大府駅 - 武豊駅       | 19.3 km  |                                  | 列車運行上は上下逆転 （理由は当該路線項目を参照）                                                                                    |
| 地方交通線 | 高山本線     | CG        | 岐阜駅 - 猪谷駅       | 189.2 km |                                  | 猪谷駅 - 富山駅間はJR西日本の管轄 |
| 地方交通線 | 太多線       | CI        | 多治見駅 - 美濃太田駅 | 17.8 km  |                                  | |
| 地方交通線 | 名松線       |           | 松阪駅 - 伊勢奥津駅   | 43.5 km  |                                  | |
| 地方交通線 | 参宮線       |           | 多気駅 - 鳥羽駅       | 29.1 km  |                                  | |
| その他     | 城北線       |           | 勝川駅 - 枇杷島駅     | 11.2 km  |                                  | 子会社であるJR東海交通事業が第二種鉄道事業者 JR東海は列車を運行していない                                                            |

- 東海道・山陽新幹線は山陽新幹線（JR西日本）との総称。

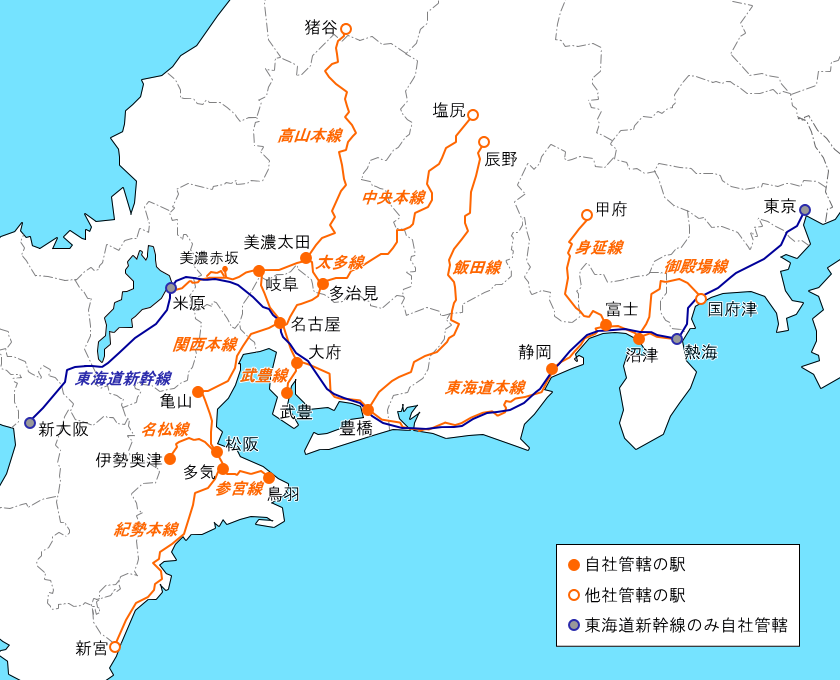
路線図

### 廃止路線
廃止された路線はいずれも第三セクター鉄道へ転換されており、純然たる廃止路線はない。JRでは東海とJR四国のみが該当する。
| 分類       | 路線名     | 区間                                  | 営業キロ | 通称                     | 廃止年月日    | 備考                                                     |
| ---------- | ---------- | ------------------------------------- | -------- | ------------------------ | ------------- | -------------------------------------------------------- |
| 幹線       | 東海道本線 | 名古屋貨物ターミナル駅 - 西名古屋港駅 | 8.7 km   | 西名古屋港線（貨物支線） | 2001年4月1日  | 名古屋臨海高速鉄道に転換 西名古屋港駅は現在の潮凪信号場  |
| 幹線       | 東海道本線 | 名古屋駅 - 名古屋貨物ターミナル駅     | 7.0 km   | 西名古屋港線（貨物支線） | 2004年10月6日 | 名古屋臨海高速鉄道に転換 転換時に -1.9 km 改キロ         |
| 地方交通線 | 岡多線     | 岡崎駅 - 新豊田駅                     | 19.5 km  |                          | 1988年1月31日 | 第3次特定地方交通線の指定を受けて廃止 愛知環状鉄道に転換 |

## 他社との共同使用駅
駅名の下に接続会社線を列挙する。

### JR他社

#### 東海道新幹線の他社分界駅
凡例は以下のとおりとする。
（海）印：東海道新幹線部分は自社管轄、それ以外は相手側の旅客鉄道会社が管轄
（新）印：新幹線部分は自社管轄、在来線部分は相手側の旅客鉄道会社が管轄
- （海）東京駅
JR東日本 - 東海道本線（東海道線・横須賀線・山手線・京浜東北線）、東北本線（宇都宮線・高崎線・常磐線〈上野東京ライン〉・山手線・京浜東北線）、東北新幹線（上越新幹線・北陸新幹線・山形新幹線・秋田新幹線・北海道新幹線）、中央本線（中央線快速）、総武本線（総武快速線・横須賀線）、京葉線
- （新）新大阪駅
JR西日本 - 東海道本線（JR京都線・梅田貨物線）、おおさか東線、山陽新幹線

#### 在来線の他社分界駅
凡例は以下のとおりとする。
（自）印：全面的に自社管轄
（他）印：全面的に相手側の旅客鉄道会社が管轄
（新）印：新幹線部分は自社管轄、在来線部分は相手側の旅客鉄道会社が管轄
御殿場線
- （他）国府津駅
JR東日本 - 東海道本線

東海道本線
- （新）熱海駅
JR東日本 - 東海道本線、伊東線
- （新）米原駅
JR西日本 - 東海道本線、北陸本線（琵琶湖線）

身延線
- （他）甲府駅
JR東日本 - 中央本線

飯田線
- （他）辰野駅
JR東日本 - 中央本線（辰野支線）

中央本線
- （他）塩尻駅
JR東日本 - 中央本線、篠ノ井線

高山本線
- （他）猪谷駅
JR西日本 - 高山本線

関西本線
- （自）亀山駅
JR西日本 - 関西本線

紀勢本線
- （他）新宮駅
JR西日本 - 紀勢本線（きのくに線）

#### その他の共同使用駅
すべて東海道新幹線と他社在来線との共同使用駅で、東海道新幹線部分は自社管轄、在来線部分は相手側の旅客鉄道会社が管轄である。
- 品川駅
JR東日本 - 東海道本線（横須賀線・京浜東北線）、山手線
- 新横浜駅
JR東日本 - 横浜線
- 小田原駅
JR東日本 - 東海道本線
- 京都駅
JR西日本 - 東海道本線（琵琶湖線、JR京都線）、山陰本線（嵯峨野線）、奈良線

### 私鉄・第三セクター

#### 直通運転における分界駅
凡例は以下のとおりとする。
（自）印：全面的に自社管轄
（各）印：両社で改札口が分かれており、各社が自社線部分を管轄する。
東海道本線
- （各）三島駅
伊豆箱根鉄道 - 駿豆線
※両社を直通する列車はJR東海のホームを発着。

御殿場線
- （各）松田駅
小田急電鉄 - 小田原線（新松田駅）
※JR東海と小田急で駅名が異なる。両社を直通する列車はJR東海のホームを発着。

中央本線
- （自）高蔵寺駅
愛知環状鉄道 - 愛知環状鉄道線

関西本線
- （自）河原田駅
伊勢鉄道 - 伊勢線

紀勢本線
- （自）津駅
伊勢鉄道 - 伊勢線
※後述のように近鉄との共同使用駅でもあるが、直通運転が行われるのは伊勢鉄道のみ。

#### 直通運転を行わない共同使用駅
凡例は以下のとおりとする。
（自）印：全面的に自社管轄
（各）印：両社で改札口が分かれており、各社が自社線部分を管轄する。
東海道本線
- （自）豊橋駅
名古屋鉄道 - 名古屋本線
- （自）岡崎駅
愛知環状鉄道 - 愛知環状鉄道線
- （自）枇杷島駅
JR東海交通事業 - 城北線
- （自）大垣駅
樽見鉄道 - 樽見線

関西本線
- （自）弥富駅
名古屋鉄道 - 尾西線

紀勢本線
- （各）津駅
近畿日本鉄道 - 名古屋線
※前述のように伊勢鉄道との共同使用駅でもあるが、伊勢鉄道はJR東海のホームを発着。
- （各）松阪駅
近畿日本鉄道 - 山田線

参宮線
- （各）伊勢市駅
近畿日本鉄道 - 山田線

## 乗降人員上位30駅 (在来線)
- 数値は2023年 (令和5年) 度の一日平均乗降人員。「移動等円滑化取組報告書（鉄道駅）」[91]、[92]に掲載された統計資料による。
- は2020年 (令和2年) 度と比較して増 () 減 () 増減なし () を表す。
- 他社管理駅を除く。
- 増減率は小数第2位を四捨五入した値である。

| 順位 | 駅名       | 人数    | 2020年度比 （%） | 2020年度 順位 | 2020年度 人数 | 路線                                         | 所在地               |
| ---- | ---------- | ------- | ---------------- | ------------- | ------------- | -------------------------------------------- | -------------------- |
| 1    | 名古屋駅   | 264,499 | 29.8             | 1             | 203,828       | CA 東海道線 (名古屋地区) CF 中央線 CJ 関西線 | 愛知県名古屋市中村区 |
| 2    | 金山駅     | 137,001 | 30.7             | 2             | 104,816       | CA 東海道線 (名古屋地区) CF 中央線           | 愛知県名古屋市中区   |
| 3    | 静岡駅     | 68,942  | 18.7             | 3             | 58,085        | CA 東海道線 (静岡地区)                       | 静岡県静岡市葵区     |
| 4    | 大曽根駅   | 64,870  | 32.4             | 5             | 48,995        | CF 中央線                                    | 愛知県名古屋市東区   |
| 5    | 岐阜駅     | 56,753  | 26.3             | 6             | 44,944        | CA 東海道線 (名古屋地区) CG 高山線           | 岐阜県岐阜市         |
| 6    | 刈谷駅     | 56,296  | 4.2              | 4             | 54,025        | CA 東海道線 (名古屋地区)                     | 愛知県刈谷市         |
| 7    | 千種駅     | 50,921  | 16.8             | 7             | 43,579        | CF 中央線                                    | 愛知県名古屋市千種区 |
| 8    | 尾張一宮駅 | 49,066  | 14.8             | 8             | 42,697        | CA 東海道線 (名古屋地区)                     | 愛知県一宮市         |
| 9    | 浜松駅     | 42,445  | 29.6             | 9             | 32,758        | CA 東海道線 (静岡地区)                       | 静岡県浜松市中央区   |
| 10   | 鶴舞駅     | 39,376  | 30.1             | 12            | 30,258        | CF 中央線                                    | 愛知県名古屋市中区   |
| 11   | 沼津駅     | 37,007  | 19.3             | 11            | 31,016        | CA 東海道線 (静岡地区) CB 御殿場線           | 静岡県沼津市         |
| 12   | 高蔵寺駅   | 36,365  | 16.1             | 10            | 31,320        | CF 中央線                                    | 愛知県春日井市       |
| 13   | 豊橋駅     | 36,261  | 24.6             | 13            | 29,091        | CA 東海道線 (名古屋地区・静岡地区) CD 飯田線 | 愛知県豊橋市         |
| 14   | 岡崎駅     | 32,459  | 16.1             | 15            | 27,947        | CA 東海道線 (名古屋地区)                     | 愛知県岡崎市         |
| 15   | 勝川駅     | 32,307  | 18.0             | 14            | 27,378        | CF 中央線                                    | 愛知県春日井市       |
| 16   | 大垣駅     | 30,774  | 22.3             | 16            | 25,164        | CA 東海道線 (名古屋地区・美濃赤坂線)         | 岐阜県大垣市         |
| 17   | 三島駅     | 28,537  | 24.7             | 19            | 22,883        | CA 東海道線 (静岡地区)                       | 静岡県三島市         |
| 18   | 春日井駅   | 28,494  | 16.8             | 17            | 24,397        | CF 中央線                                    | 愛知県春日井市       |
| 19   | 大府駅     | 26,943  | 17.5             | 18            | 22,927        | CA 東海道線 (名古屋地区) CE 武豊線           | 愛知県大府市         |
| 20   | 神領駅     | 24,899  | 33.3             | 21            | 18,673        | CF 中央線                                    | 愛知県春日井市       |
| 21   | 多治見駅   | 22,654  | 13.5             | 20            | 19,965        | CF 中央線 CI 太多線                          | 岐阜県多治見市       |
| 22   | 草薙駅     | 21,570  | 29.8             | 24            | 16,616        | CA 東海道線 (静岡地区)                       | 静岡県静岡市清水区   |
| 23   | 安城駅     | 21,126  | 17.3             | 22            | 18,012        | CA 東海道線 (名古屋地区)                     | 愛知県安城市         |
| 24   | 藤枝駅     | 20,395  | 19.7             | 23            | 17,033        | CA 東海道線 (静岡地区)                       | 静岡県藤枝市         |
| 25   | 清水駅     | 19,323  | 25.5             | 26            | 15,391        | CA 東海道線 (静岡地区)                       | 静岡県静岡市清水区   |
| 26   | 共和駅     | 18,068  | 15.2             | 25            | 15,680        | CA 東海道線 (名古屋地区)                     | 愛知県大府市         |
| 27   | 穂積駅     | 17,111  | 24.0             | 28            | 13,794        | CA 東海道線 (名古屋地区)                     | 岐阜県瑞穂市         |
| 28   | 稲沢駅     | 16,755  | 15.0             | 27            | 14,573        | CA 東海道線 (名古屋地区)                     | 愛知県稲沢市         |
| 29   | 東静岡駅   | 15,902  | 24.7             | 31            | 12,749        | CA 東海道線 (静岡地区)                       | 静岡県静岡市葵区     |
| 30   | 焼津駅     | 15,466  | 16.6             | 29            | 13,262        | CA 東海道線 (静岡地区)                       | 静岡県焼津市         |

## ダイヤ
JR東海管内全域に及ぶダイヤ改正についてはJR発足後から1992年までは他のJR各社に合わせて3月にダイヤ改正を行っていたが、1993年から2006年まではダイヤ改正を独自に実施していた。10月にダイヤ改正を実施することが多かったが、年によっては実施されない年もあった。2007年以降は一部（特にJR北海道、JR四国）を除くJR各社に合わせる形で毎年3月に実施している。

## 列車
JR東海発足以降に同社の路線で運行されている、もしくはかつて運行されていた愛称付きの列車を挙げる。種別が変更された列車は変更後のもので記載し、他社の車両による運行のものはその会社名も記載する（廃止列車は廃止時点）。詳細は各列車の記事を参照。

### 現行列車

#### 新幹線
- 東海道・山陽新幹線
  - のぞみ（一部はJR西日本）
  - ひかり（一部はJR西日本）
  - こだま（一部はJR西日本）

#### 在来線
- 特急列車
  - 踊り子（JR東日本）
  - ふじさん（小田急電鉄）
  - ふじかわ
  - 伊那路
  - しなの
  - ひだ
  - 南紀
  - しらさぎ（JR西日本）
  - サンライズ出雲（一部はJR西日本）
  - サンライズ瀬戸（一部はJR西日本）
- 急行列車
  - 飯田線秘境駅号（臨時）
- 快速列車・ライナー
  - みすず（JR東日本）
  - みえ
  - ホームライナー[注 25]
- その他
  - 鈴鹿グランプリ（臨時特急、鈴鹿サーキットでのFIA主催F1世界選手権日本グランプリ開催に伴う観客輸送用）
  - 熊野大花火（臨時特急、熊野市で実施される熊野大花火大会の観客輸送用）

### 廃止列車

#### 新幹線
- 東海道・山陽新幹線
  - グランドひかり（JR西日本、正式列車名は「ひかり」）
  - 特別号（臨時、FIFA主催2002年サッカーワールドカップ観客輸送用）

#### 在来線
- 特急列車
  - （ワイドビュー）東海
  - 富士（JR九州）
  - はやぶさ（JR九州）
  - さくら（JR東日本・JR九州）
  - みずほ（JR東日本・JR九州）
  - あさかぜ（JR東日本・JR西日本）
  - 出雲（JR東日本・JR西日本）
  - 北アルプス（名古屋鉄道）
  - あさぎり（小田急電鉄[注 26]）
- 急行列車
  - 富士川
  - のりくら
  - かすが
  - かもしか（JR東日本）
  - 銀河（JR西日本）
  - たかやま（JR西日本）
  - ちくま
  - くろよん（臨時・JR西日本）
  - エメラルド（臨時）
- その他
  - セントラルライナー
  - 佐久間レールパーク号（臨時）
  - トロッコファミリー号（臨時）
  - エキスポシャトル
  - スターライト（臨時夜行快速）
  - 中山道トレイン371（臨時急行）
  - 富士山トレイン371（臨時急行）
  - ナイスホリデー淡墨桜（臨時快速・樽見鉄道）
  - ムーンライトながら（臨時・JR東日本）[62]
  - ナイスホリデー木曽路（臨時）

## 車内での携帯電話通話について
日本全国の鉄道事業者の中では珍しく、新幹線・在来線ともに車内（客席）での携帯電話の通話を禁止していない。2003年10月より、利用者のマナー向上を認め「差し支えない」と判断し、新幹線車内のデッキで通話するよう促していた放送をとりやめ、マナーモードにするよう呼びかけているものの客席でも通話を認めている。在来線においても優先席付近では混雑時電源を切るよう車内放送で呼びかけているが、その他の客席での通話は特に禁止していない。

## 車両

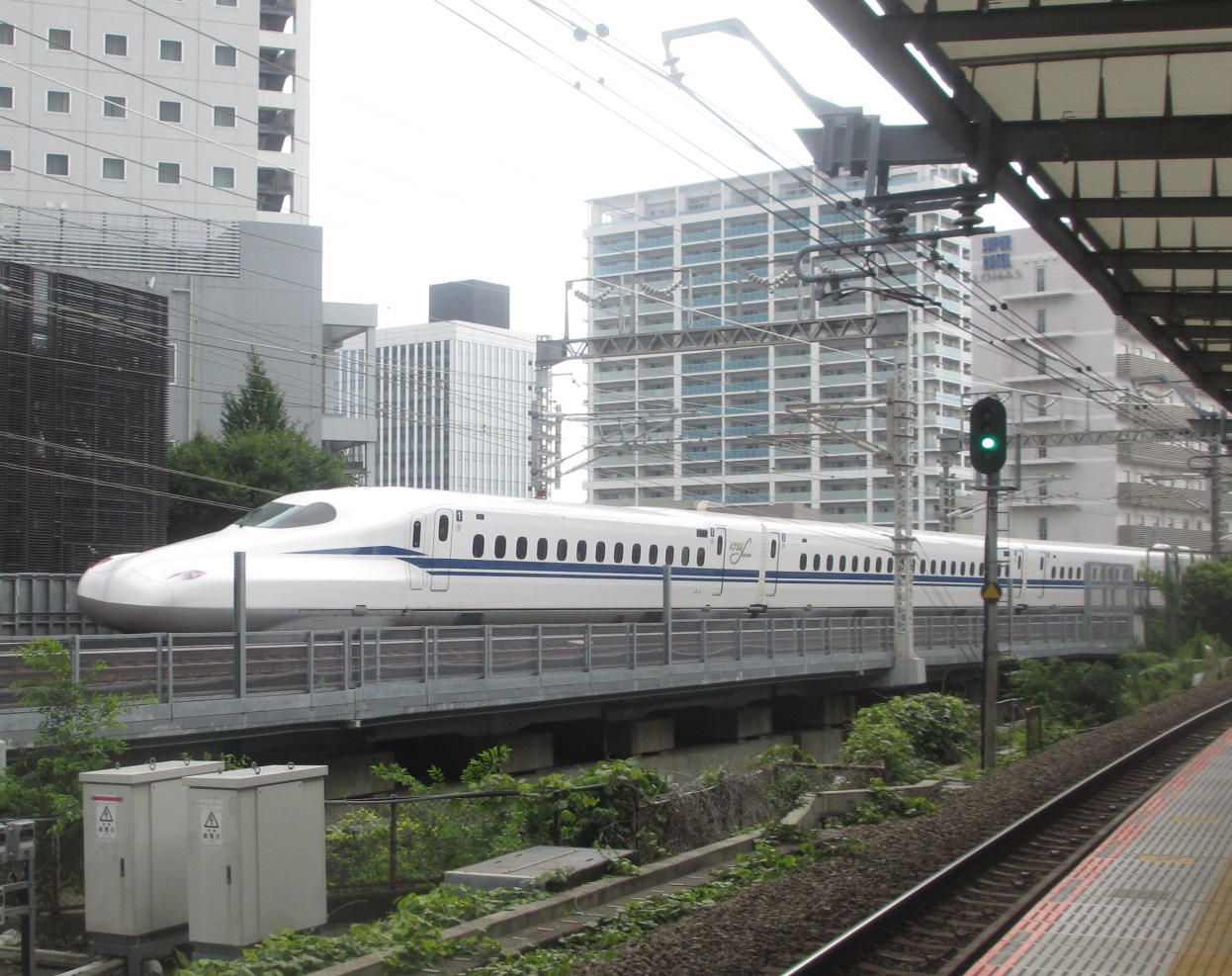
N700S
東海道新幹線・品川駅 - 新横浜駅間
（JR東日本横須賀線・武蔵小杉駅付近）

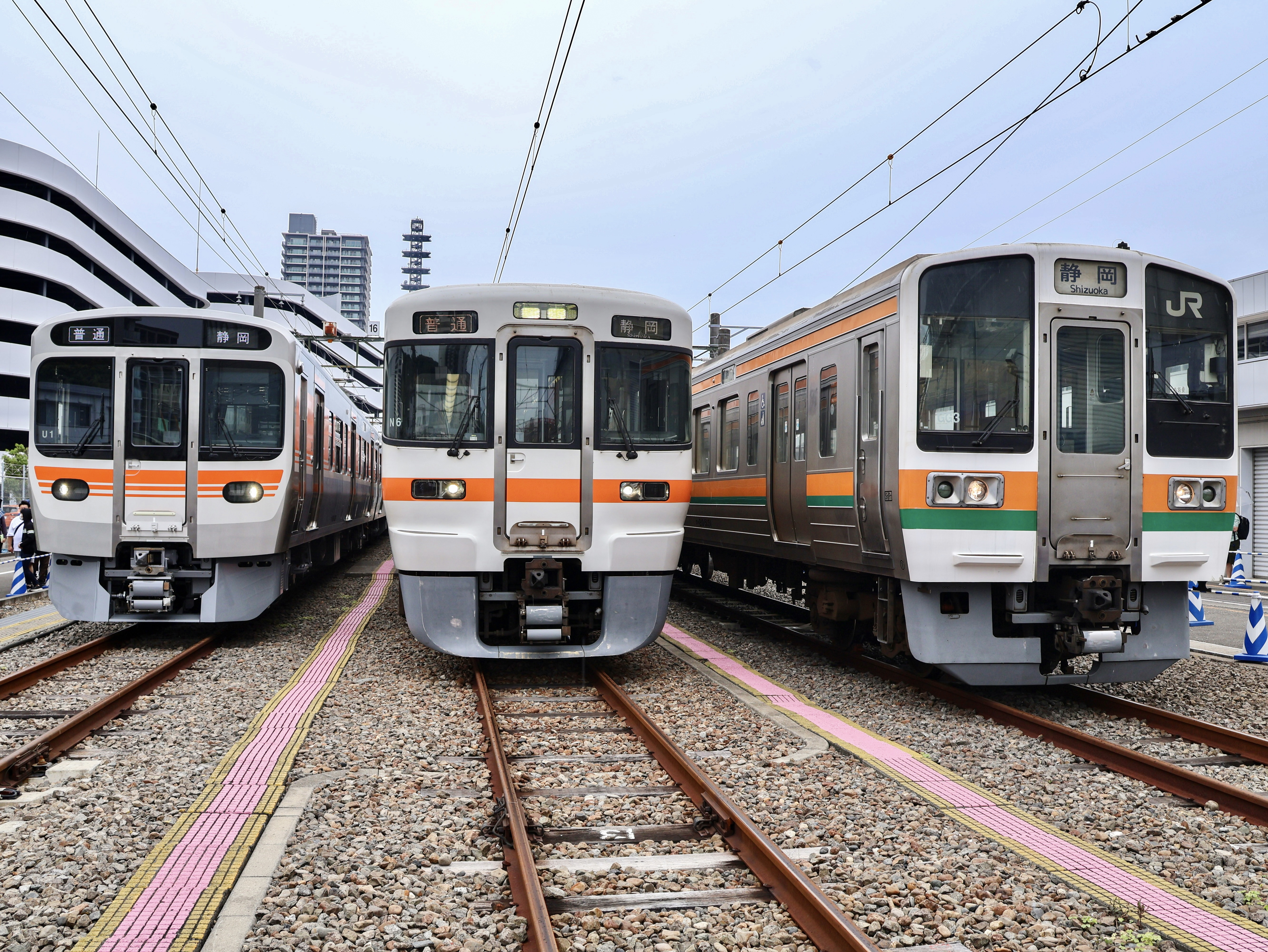
在来線の主力形式
左から315系、313系、211系5000番台
静岡車両区にて

1987年の発足以来、新幹線・在来線ともに積極的に老朽車両の新車置き換えを進めている。東海道新幹線は2000年に、在来線の定期特急列車は2008年に、普通列車・快速列車は2022年にすべて民営化後に設計・製造された車両に統一し、JR7社で唯一、国鉄時代に製造された車両を保有していない。
普通列車・快速列車に用いられる一般型車両は、2006年度末には約8割が民営化後に設計・製造された車両になった。さらに、2010年から2015年にかけて313系を新製投入し、2022年から315系の投入によって国鉄から承継した電車で最後に残っていた211系0番台8両を全廃し、JR旅客6社ではJR北海道に次いで2番目に国鉄時代に製造された電車を全て除籍した。以後も315系の投入によって民営化初期に製造された211系や213系・311系についても更新を進め全廃する予定である。
気動車の置き換えも進められ、2014年から2015年にかけて、全てを自社形へと更新し、JR旅客6社で初めて国鉄時代に製造された気動車を全て除籍した。
2017年3月18日時点で国鉄時代に製造された車両の割合は0.2%で、JR7社で最も少なくなり、2022年には前述の211系0番台の廃車で、JR7社で初めて国鉄時代に製造された車両が消滅した。
国鉄から継承した車両のうち、2扉車の165系、4扉車の103系が消滅しており、315系の投入によって2扉車の213系が消滅すると、特急用以外の在来線の電車は3扉車に統一され、JR旅客6社で唯一、一般型の電車で2扉車・4扉車を保有していない会社となる。
また、将来的な新幹線車両のN700系への統一や在来線通勤・近郊型電車の313系への統一、313系とキハ25形気動車の車体設計の共通化、在来線のほとんどの車両がコーポレートカラーのオレンジを基調とした車体塗色であるなど、車両の標準化に積極的である。国鉄から継承された全ての在来線特急形車両（キハ80系、381系）は、途中から独自の塗装に変更されたJR他社と異なり、廃車まで国鉄特急色のまま運用されていた。
在来線のVVVFインバータ車は全て東芝製の制御装置を採用しているが、新幹線では一部の車両に富士電機や日立製作所の、リニアモータ－カーでは一部の車両に日立製作所の部品も採用している。
気動車のエンジンはカミンズ製Nシリーズディーゼルエンジンを標準としており、同社インド・プネー工場またはブラジル・サンパウロ工場 からの輸入製品を用いている。エンジン製造元のカミンズ社では、Nシリーズは環境規制適合困難のため2000年代に後継形式のXシリーズに置き換えられて過去の形式となり、環境規制が緩い国向けに生産されているのみとなったにもかかわらず、エンジン標準化達成後のJR東海は後継形式エンジンを導入せず、2010年代以降に至っても環境性能の劣るNシリーズの調達を続けている（カミンズ社も調達に応じてはいる）。
2008年に日本車輌製造を連結子会社化した。これ以降、JR東海の在来線車両は全て日本車輌製造で製造されている。2010年度以降、JR東海の新幹線車両は日本車輌製造と日立製作所で製造されている（日立で製造された車両の場合は、制御装置のメーカーは東芝製や富士電機製ではなく、原則として日立製となる）。JR東海のリニアモーターカー車両は日本車輌製造と三菱重工業で製造されていたが、2017年度に三菱重工業がリニアモーターカー車両の製造から撤退したため、製造は2018年度に日本車輌製造と日立製作所に変更された。なお、2011年から2012年の213系5000番台の飯田線への転用改造は全て近畿車輛で行った。
新幹線車両はJR西日本に、在来線車両はJR東日本、JR西日本、JR四国（285系のみ）に乗り入れるものもある。都道府県では、在来線では自社エリア（「#営業概要」参照）のほかに富山県、京都府、大阪府、和歌山県、東京都、兵庫県、岡山県、鳥取県、島根県、香川県（東京都以降は285系のみ）に乗り入れている。新幹線ではさらに広島県、山口県、福岡県に乗り入れる。JR東海発足以降、過去には、在来線車両は急行「かすが」で奈良県に、東海道本線の285系以外の特急から普通までの各種列車及び371系の特急「あさぎり」でも東京都に乗り入れていた。JR以外の私鉄へ乗り入れる自社車両は、2012年4月時点で中央本線から愛知環状鉄道線に乗り入れる電車と、関西本線と紀勢本線の短絡ルートとして伊勢鉄道伊勢線を経由する気動車のみである。1991年3月から2012年3月までは371系が御殿場線の松田駅から小田急小田原線に乗り入れていた。
逆にJR東海のエリアには、自社車両のほか、新幹線はJR西日本、在来線特急は本州のJR東日本、JR西日本および小田急がそれぞれ所有する車両 が乗り入れている。名古屋駅から米原駅経由で北陸地方へ向かう特急列車（「しらさぎ」）も存在するが、JR東海には交直流電車が国鉄時代から一貫して配置されていないため、JR西日本の交直流電車で運転されている。
2009年に電気機関車、2011年度にディーゼル機関車が全廃され、JR7社で初の機関車を保有しない会社となった。
2023年時点では女性専用車両が設定された路線や区間は一切存在していない。

## 現業機関

### 車両基地
- 東海鉄道事業本部
  - 大垣車両区「海カキ」
  - 神領車両区「海シン」
  - 名古屋車両区「海ナコ」
  - 美濃太田車両区「海ミオ」
- 静岡支社
  - 静岡車両区「静シス」

- 新幹線鉄道事業本部
  - 東京仕業検査車両所
  - 東京修繕車両所
  - 東京交番検査車両所「幹トウ」
  - 三島車両所
- 関西支社
  - 大阪仕業検査車両所
  - 大阪修繕車両所
  - 大阪交番検査車両所「幹オサ」
  - 大阪台車検査車両所
  - 名古屋車両所

#### 廃止基地
- 伊勢車両区「海イセ」

### 車両工場
- 東海鉄道事業本部
  - 名古屋工場「NG」
- 新幹線鉄道事業本部
  - 浜松工場「HM」

### 乗務員区所
- 東海鉄道事業本部
  - 名古屋運輸区
  - 神領運輸区
  - 大垣運輸区
  - 美濃太田運輸区
  - 高山運輸区
  - 中津川運輸区
  - 豊橋運輸区
  - 伊那松島運輸区
  - 亀山運輸区
  - 伊勢運輸区
- 静岡支社
  - 静岡運輸区
  - 浜松運輸区
  - 富士運輸区
  - 沼津運輸区

- 新幹線鉄道事業本部
  - 東京第一運輸所
  - 東京第二運輸所
  - 名古屋運輸所
- 関西支社
  - 大阪第一運輸所
  - 大阪第二運輸所

## 駅名標や車両番号等の書体
国鉄が1987年（昭和62年）4月1日にJR東海をはじめ、7社に分割民営化され、それ以降は車両デザインなどにおいてJR各社で特色が現れ始めた。
駅名標もその一つで、JR各社で独自の様式を採用し、順次、国鉄時代のものから交換された。JR東海も独自の様式を採用したが、基本的に国鉄の様式を踏襲しており、所在地表記以外で唯一、国鉄時代から変更されなかったのが書体である。JR東海では、国鉄時代に全国で使用された書体の一つである「スミ丸ゴシック」を、JR東海管内の全ての駅名標（平仮名部分）に用いている。また、JR東海がこの書体の版権を所有している。また、同じく国鉄時代に制作・使用された書体である「JNR-L」は、漢字・アルファベット部分に使用されているほか、JR東海所属車の大半の方向幕にも使用されている。

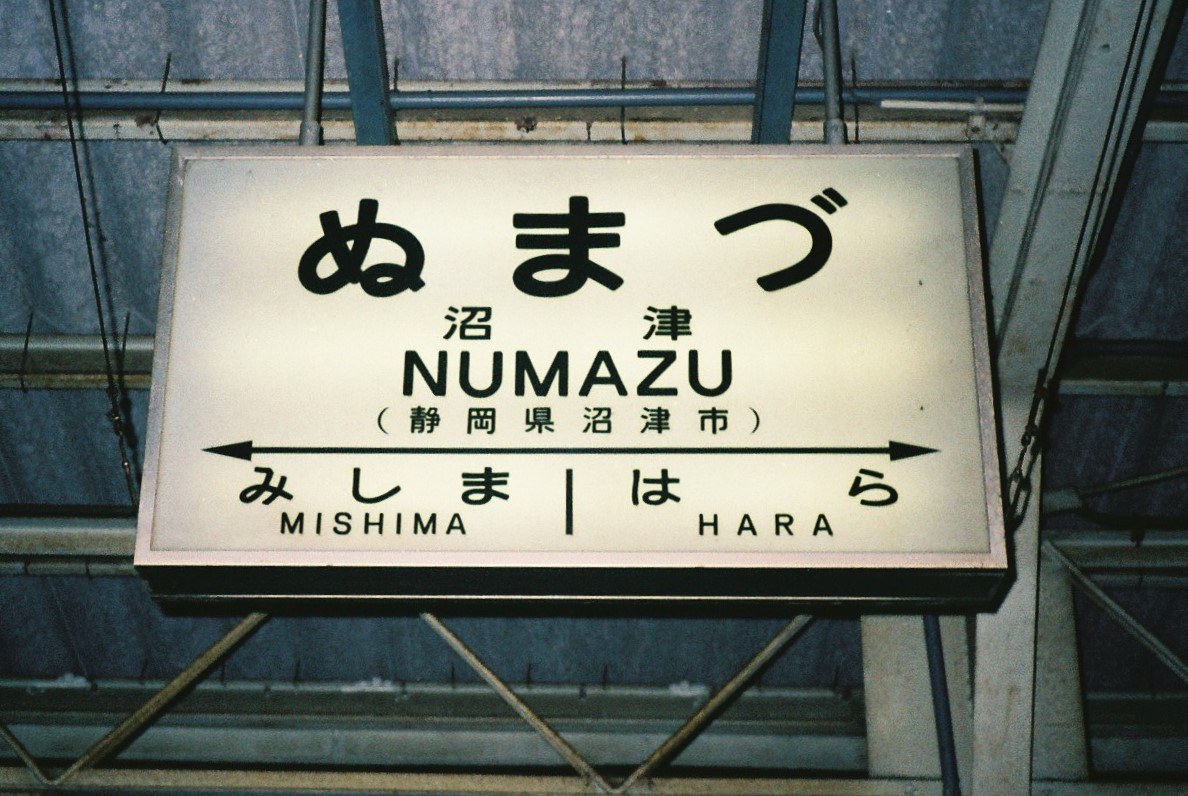
沼津駅の国鉄時代からの駅名標（国鉄末期の1986年）
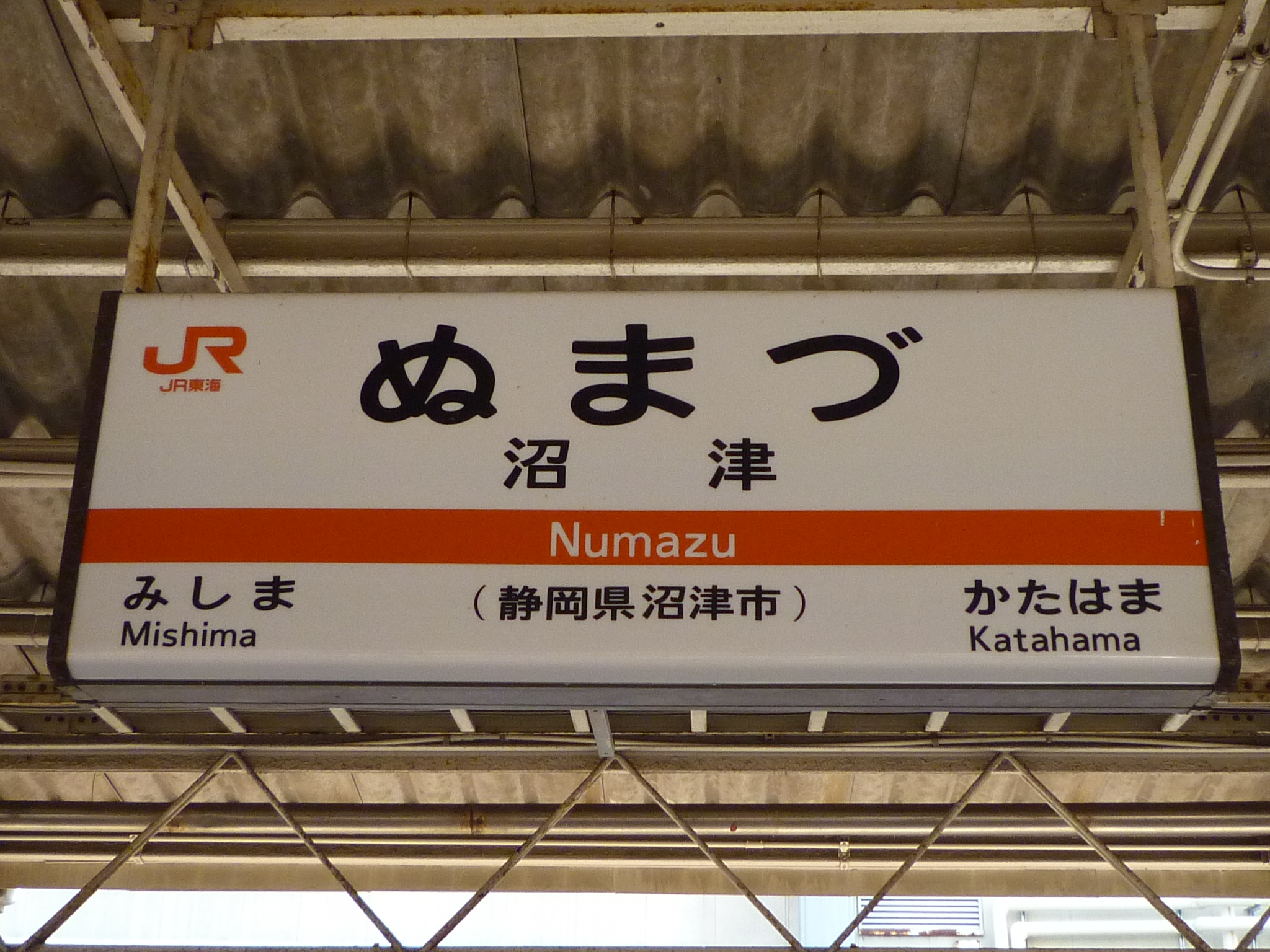
民営化後の沼津駅の駅名標（駅番号表記前の2009年）
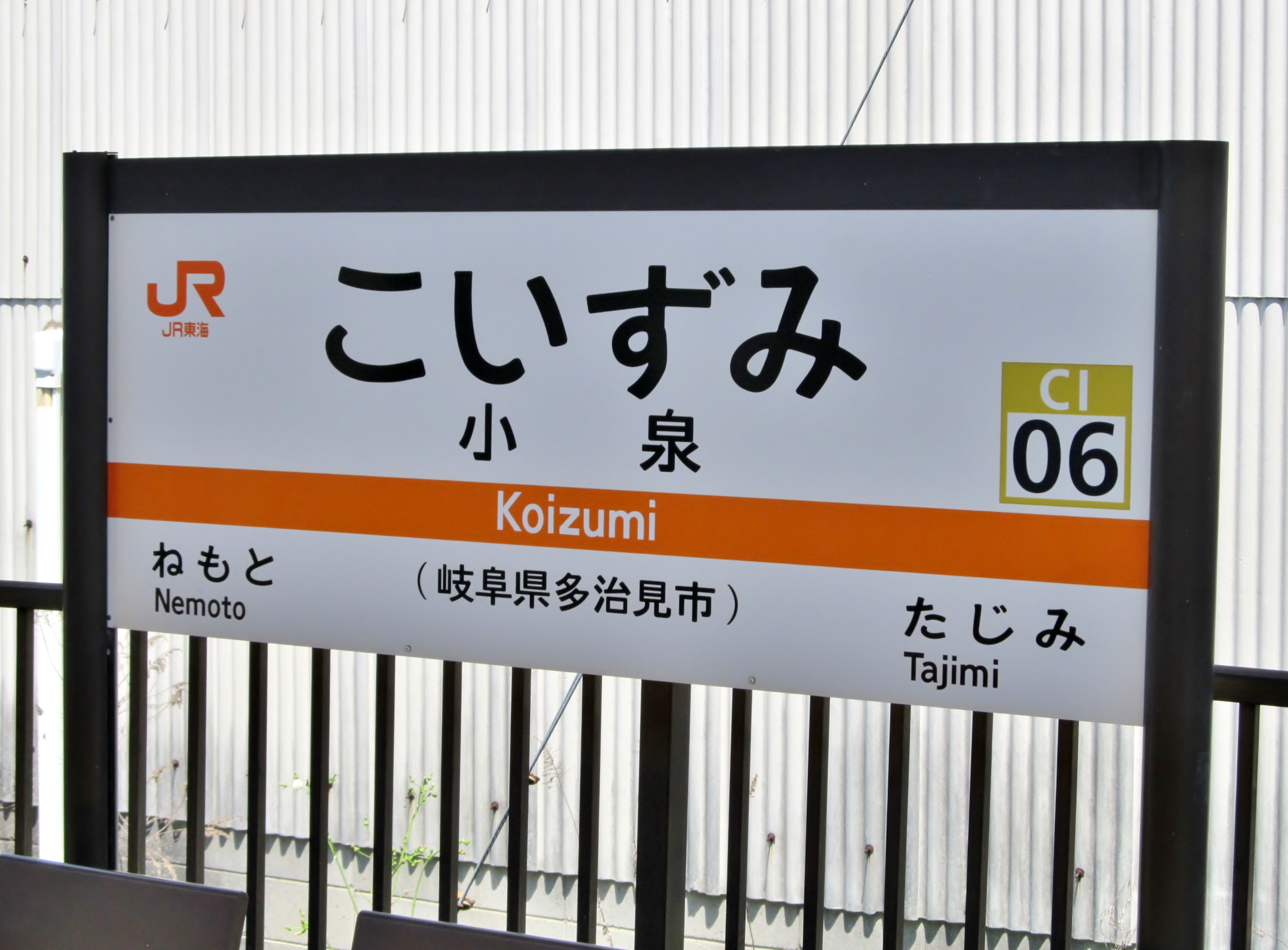
JR東海 太多線 小泉駅の駅名標（駅番号表記付き）

車体に表記されている車両番号においても、民営化後も東海道新幹線の車両を含めた全車両で鉄道省が制作した国鉄時代の書体「客貨車標記文字」を用いている。なお、客貨車標記文字は、JR他社および私鉄の一部でも現用されている。

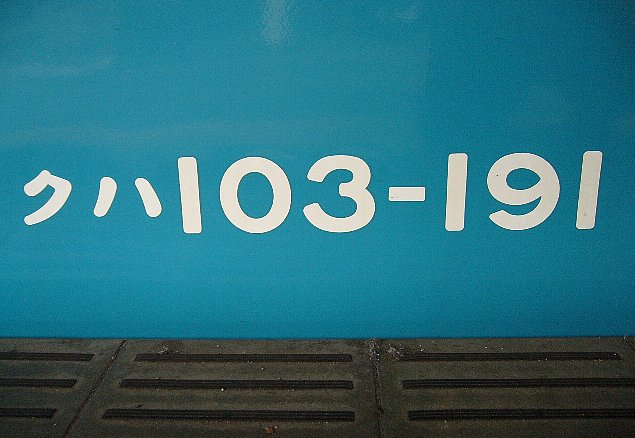
国鉄時代の書体（客貨車標記文字）を用いた車番のイメージ （103系・JR西日本所属車）
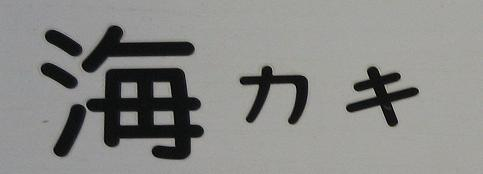
国鉄時代の書体（客貨車標記文字）を用いた所属略号〈“カキ”の部分〉 （JR東海大垣車両区）

## 運賃
大人普通旅客運賃（小児半額・10円未満の端数切り下げ）。2019年（令和元年）10月1日改定。
- 幹線と地方交通線を跨ぐ場合、10kmまでは地方交通線の運賃を適用する。11kmからは幹線の営業キロと地方交通線の換算キロを合算し、幹線の運賃を適用する。
  - 例として、共和駅 - 東浦駅間の営業キロは9.8kmであるため、地方交通線の運賃を適用する。共和駅 - 亀崎駅間の営業キロは13.2kmであるが、営業キロが10kmを超えているため幹線の営業キロ（共和駅 - 大府駅間：3.0km）と地方交通線の換算キロ（大府駅 - 亀崎駅間：11.2km）を合算し、幹線の運賃を適用する。
- 特定都区市内である名古屋市内にある駅と、名古屋駅から片道の営業キロが200kmを超える駅との相互間の片道普通旅客運賃は、名古屋駅を起点または終点とした営業キロまたは運賃計算キロによって計算する。
  - 例として、金山駅 - 興津駅間の営業キロは198.4kmであるが、名古屋駅から片道の営業キロが200kmを超えるため、名古屋駅を起点とした営業キロ（201.7km）を適用する。券面表示は「名古屋市内→興津」となり、名古屋市内発であれば同一運賃となる。
- 401km以上の運賃は外部リンク参照のこと。

| 幹線      | 幹線       | 幹線      | 幹線       | 地方交通線 | 地方交通線 | 地方交通線 | 地方交通線 |
| キロ程    | 運賃（円） | キロ程    | 運賃（円） | キロ程     | 運賃（円） | キロ程     | 運賃（円） |
| --------- | ---------- | --------- | ---------- | ---------- | ---------- | ---------- | ---------- |
| 初乗り3km | 150        | 101 - 120 | 1,980      | 初乗り3km  | 150        | 101 - 110  | 1,980      |
| 4 - 6     | 190        | 121 - 140 | 2,310      | 4 - 6      | 190        | 111 - 128  | 2,310      |
| 7 - 10    | 200        | 141 - 160 | 2,640      | 7 - 10     | 210        | 129 - 146  | 2,640      |
| 11 - 15   | 240        | 161 - 180 | 3,080      | 11 - 15    | 240        | 147 - 164  | 3,080      |
| 16 - 20   | 330        | 181 - 200 | 3,410      | 16 - 20    | 330        | 165 - 182  | 3,410      |
| 21 - 25   | 420        | 201 - 220 | 3,740      | 21 - 23    | 420        | 183 - 200  | 3,740      |
| 26 - 30   | 510        | 221 - 240 | 4,070      | 24 - 28    | 510        | 201 - 219  | 4,070      |
| 31 - 35   | 590        | 241 - 260 | 4,510      | 29 - 32    | 590        | 220 - 237  | 4,510      |
| 36 - 40   | 680        | 261 - 280 | 4,840      | 33 - 37    | 680        | 238 - 255  | 4,840      |
| 41 - 45   | 770        | 281 - 300 | 5,170      | 38 - 41    | 770        | 256 - 273  | 5,170      |
| 46 - 50   | 860        | 301 - 320 | 5,500      | 42 - 46    | 860        | 274 - 291  | 5,500      |
| 51 - 60   | 990        | 321 - 340 | 5,720      | 47 - 55    | 990        | 292 - 310  | 5,720      |
| 61 - 70   | 1,170      | 341 - 360 | 6,050      | 56 - 64    | 1,170      |            |            |
| 71 - 80   | 1,340      | 361 - 380 | 6,380      | 65 - 73    | 1,340      |            |            |
| 81 - 90   | 1,520      | 381 - 400 | 6,600      | 74 - 82    | 1,520      |            |            |
| 91 - 100  | 1,690      |           |            | 83 - 91    | 1,690      |            |            |
|           |            |           |            | 92 - 100   | 1,880      |            |            |

### 特定区間運賃
- 名古屋駅付近の東海道本線および関西本線の一部区間は、私鉄路線（名古屋鉄道・近畿日本鉄道）と競合するため、幹線運賃より低廉な特定区間運賃が設定されている。
  - 特定運賃区間内にある任意の2駅間を利用する場合で、乗降する区間の正規運賃が特定区間運賃より高くなった場合でも、特定区間運賃が採用される。
  - 東海道新幹線では、三河安城駅 - 名古屋駅間及び京都駅 - 新大阪駅間（西日本旅客鉄道#特定区間運賃参照）で特定区間運賃が適用される。

| 区間                  | 営業距離 | 正規運賃 | 特定区間運賃 |
| --------------------- | -------- | -------- | ------------ |
| 岡崎駅 - 名古屋駅     | 40.1km   | 770円    | 620円        |
| 安城駅 - 名古屋駅     | 32.3km   | 590円    | 480円        |
| 金山駅 - 名古屋駅     | 03.3km   | 190円    | 170円        |
| 金山駅 - 尾張一宮駅   | 20.4km   | 420円    | 370円        |
| 金山駅 - 岐阜駅       | 33.6km   | 590円    | 540円        |
| 名古屋駅 - 尾張一宮駅 | 17.1km   | 330円    | 300円        |
| 名古屋駅 - 岐阜駅     | 30.3km   | 590円    | 470円        |
| 枇杷島駅 - 岐阜駅     | 26.3km   | 510円    | 430円        |
| 名古屋駅 - 桑名駅     | 23.8km   | 420円    | 350円        |
| 名古屋駅 - 四日市駅   | 37.2km   | 680円    | 480円        |

### 入場料金
150円（小児は70円）
- ただし、東京駅、品川駅および新横浜駅については140円（小児は70円）。京都駅および新大阪駅については130円（小児は60円）。

## 社歌
1989年4月に発表された愛唱歌『君をのせて』がある。歌詞は社内公募、作曲は井上大輔、歌は髙橋真梨子。井上のセルフカバーがアルバム『ENDLESS BLUE』『BLUE DIAMOND』に収録。また、JOYSOUNDによりカラオケ化（曲番号6065）されている。
2007年にはJR発足20年を記念して、新たに社歌『東海旅客鉄道株式会社社歌』（作詞：林望 作曲/編曲：佐藤眞　歌：二期会）が制定された。

## 社内報
- 『月刊 JR東海』[109]
- 『おれんじ』…JR東海グループ共通誌、交通新聞社が編集[110]

## 制服
山本耀司（ヨウジヤマモト）がデザインした制服が2017年5月まで使われた。
運輸系の制服は合服、夏服、冬服の3種類があり、それぞれにシングルタイプの一般用とダブルの優等用、また優等用のものをベースに襟、ボタン等が異なる上級管理職用（課長以上）の3種類がある。ネクタイはかつて十数種類存在したが、現在は季節ごとに各2種類、計6種類になっている。その着用期間、ネクタイのタイプは現業機関ごとに定めている。
運輸系、工務系制服共に社章であるJRマークが入っていないのが特徴で、運輸系制服ではJRグループの中で唯一である。帽章に至っては動輪に桐紋（日本国政府の紋章）という国鉄時代のデザインを踏襲している。
名札はJR初期にはJR他社に準拠していたものであったが、民営化後初の制服の変更の際にJR東海のみの独自の仕様となった（制服着用でない社員は引き続き他社準拠のものを使用）。その独自の仕様の名札は、よくあるアクリル板そのものを差すものやピン留めするものではなく、布地に加工したものをマジックテープで留める方式となっている。職種に関しては原則として助役以上の管理職とライセンスが必要な車掌（車掌長）、運転士（列車長）のみ書かれ、JR他社のように管理職でない「主任」や「○○駅」といった所属は名札には記載されない。

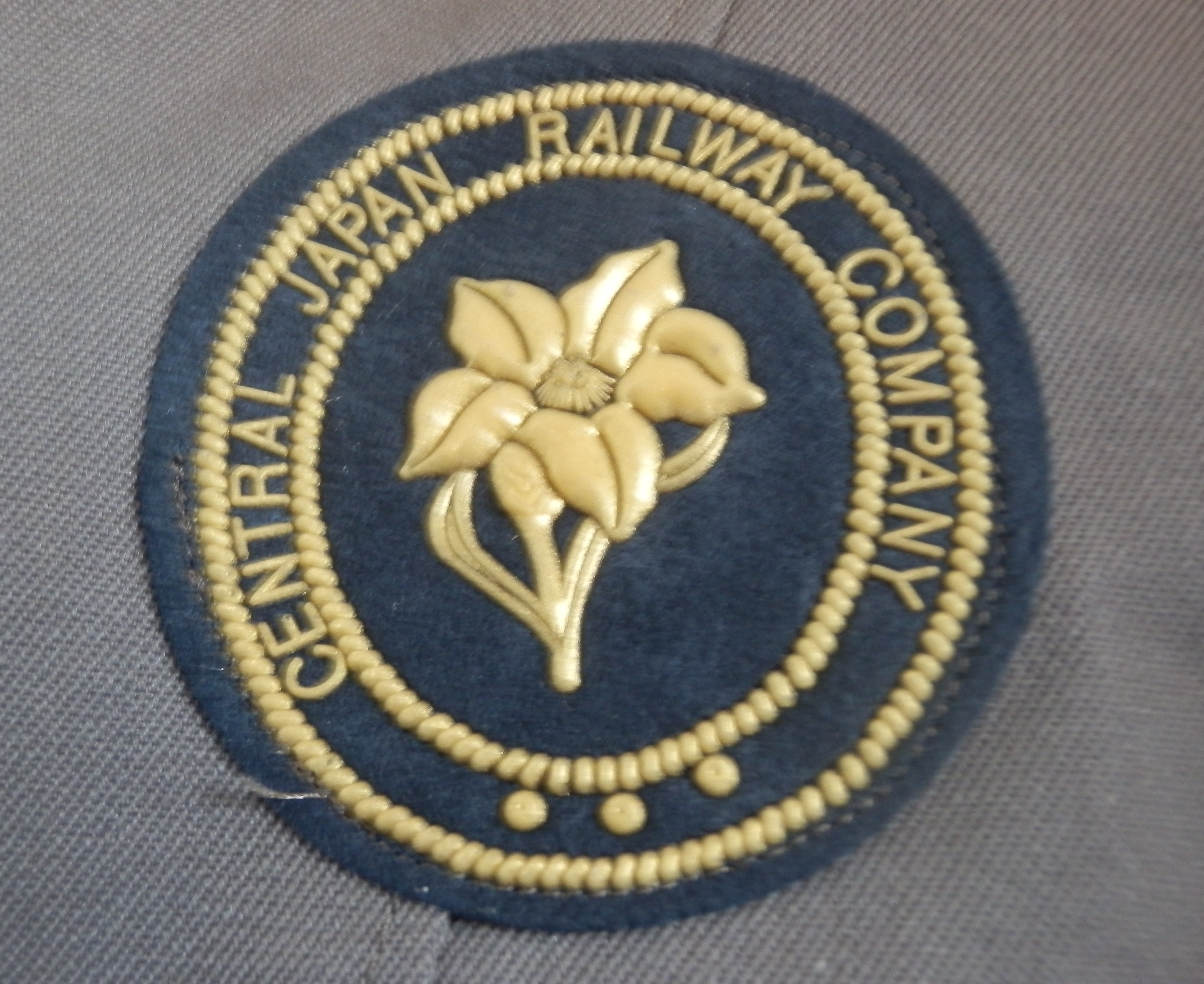
リンドウをあしらった社章ワッペン

運輸系の制服の腕章には会社名「CENTRAL JAPAN RAILWAY COMPANY」と「STATION STAFF（駅係員）」「TRAIN CREW（乗務員）」「FIELD STAFF（内勤業務者・指令員等）」「SUPERVISOR（助役等）」「STATION MASTER（駅長）」「TRAIN CREW MANAGER（運輸区長、運輸所長）」といった職名（一般用の夏服は腕章ではなく名札の下）、また優等用制服であればシンボルであるリンドウの刺繍が施されている。その下に主任以上には、職名に応じたリンドウを形取った階級章も施される（主任は2つ、助役等は3つ、駅長・運輸区所長等は4つ）。 なお、関連会社である新幹線メンテナンス東海、JR東海交通事業、関西新幹線サービック各社のうち、運輸部門に携わる社員は類似した制服を着用しているが、会社名と職名に関わる部分は省略しているか、各社独自のものを着用している。
2017年に25年ぶりの制服の全面刷新が行われ、6月より熱中症対策から新幹線・在来線の各乗務員用を中心にリニューアルされた。デザインは公益財団法人日本ユニフォームセンターが担当した。駅・在来線乗務員・指令員用の夏服はネクタイなしの半袖開襟シャツに、新幹線の乗務員の夏服はネクタイは引き続き着用するものの上着なしに変更され、現場長用は年間を通じてダブル6ボタンのスーツとなり、それまでJR東海の特色でもあった新幹線乗務員の白いスーツはなくなった。

## 関係会社
JR東海公式サイトに連結子会社および持分法適用会社として掲載された企業群 以外に、「JR東海グループ」を自社サイトなどに表記している会社を含む。全て株式会社である。
運輸
- ジェイアール東海バス
- ジェイアール東海物流
- JR東海交通事業

販売・サービス
- ジェイアール東海商事
- ジェイアール東海高島屋
- JR東海リテイリング・プラス - 2023年10月1日に以下の2社が合併し発足。
  - 東海キヨスク
  - ジェイアール東海パッセンジャーズ

- ジェイアール東海フードサービス

土木・建設
- ジェイアール東海建設
- ジェイアール東海コンサルタンツ
- 日本機械保線
- 双葉鉄道工業
- シーエヌ建設

設備
- ジェイアール東海情報システム
- ジェイアール東海総合ビルメンテナンス
- 新生テクノス

ホテル （アソシアホテルズ&リゾーツ）
- ジェイアール東海ホテルズ
  - 静岡ターミナルホテル - 2015年にジェイアール東海ホテルズに合併。

旅行・広告
- ウェッジ
- JR東海エージェンシー
- ジェイアール東海ツアーズ

車両
- 新幹線エンジニアリング
- 東海交通機械
- 日本車輌製造

メンテナンス
- 中央リネンサプライ
- セントラルメンテナンス
- 関西新幹線サービック
- 新幹線メンテナンス東海
- 東海整備

不動産
- ジェイアールセントラルビル
- ジェイアール東海関西開発
- ジェイアール東海静岡開発
- ジェイアール東海不動産
- 静岡ターミナル開発
- 新横浜ステーション開発
- 東京ステーション開発
- 豊橋ステーションビル
- 名古屋ステーション開発
- 浜松ターミナル開発

その他
- ジェイアール東海ウェル
- ジェイアール東海パートナーズ - 投資、事業コンサルティング。2002年設立

一部を出資している企業
- 鉄道情報システム
- 交通新聞社
- 日本旅行
- JTB
- 名古屋臨海高速鉄道 - あおなみ線を運営している会社
- 名工建設
- 全日警
- NHKプラネット - 各地のNHKのローカル番組を制作する会社。統合前の旧・NHK中部ブレーンズ時代から出資

### 過去の関係会社
グループ内企業と統合された会社は前節を参照。
- ファーストエアートランスポート - 2023年3月31日に中日本航空が株式および資産を買収し同社の傘下に移る[113]。

## 労働組合
2024年4月1日現在、JR東海には4つの労働組合がある。
| 名称（略称）                                         | 組合員数 | 上部組織                             |
| ---------------------------------------------------- | -------- | ------------------------------------ |
| 東海旅客鉄道労働組合（JR東海ユニオン）               | 18,654   | 日本鉄道労働組合連合会（JR連合）     |
| 国鉄労働組合東海本部（国労東海）                     | 189      | 国鉄労働組合（国労）                 |
| JR東海労働組合（JR東海労）                           | 120      | 全日本鉄道労働組合総連合会（JR総連） |
| 全日本建設交運一般労働組合東海鉄道本部（建交労東海） | 2        | 全日本建設交運一般労働組合（建交労） |

組合員数が最大の労働組合は東海旅客鉄道労働組合である。すべての組合と会社との間で労働協約を締結している。

## 広告・コマーシャル・キャンペーン等
JR東海は、発足当初から従来の国鉄では見られなかった企業イメージコマーシャル (CM) を多数制作した。特に、東海道新幹線を主題とした「シンデレラエクスプレス」（1987年）や「クリスマス・エクスプレス」（1988年 - 1992年、2000年放映）は、名作CMの一つとして21世紀の現在でもパロディやバラエティ番組でしばしば取り上げられることが多い。1993年からは「そうだ 京都、行こう。」をキャッチフレーズに据えた新幹線による京都観光キャンペーンのCMを放映開始した。2006年からは奈良観光キャンペーン「うまし うるわし 奈良」も加わった。
JR東海のCMは、在来線の運行エリアに当たる東海・中京地区を中心に放映されているが、新幹線関連のCMについては、関東地区や関西地区などでも放映されている。
1990年代の中期には「サウンド・オブ・ミュージック」の劇中音楽をCM曲として使用していた。

### CM
以下は、JR東海の制作した企業CMの一部。サウンドロゴは、発足当時から同じものを使用していたが、現在では使用されていない。スポット枠でも30秒CMを流すことが多かった。
- Welcome to our 新幹線（1989年）
- リニア・エクスプレス（1989年）
- たしかな1本の道でありたい。 （1990年3月10日ダイヤ改正告知）
- メタモルフォーゼ高山ライン（1990年3月10日ダイヤ改正告知）
- マイコのエクスプレス
- ファイト!エクスプレス（1990年 - 1991年）
- 東京プラスワン
- そうだ 京都、行こう。（1993年 - ）
- のぞみ大通り NOZOMI & NETWORK（1996年3月16日ダイヤ改正告知）
- タワーズへ、ようこそ。
- AMBITIOUS JAPAN!（2003年 - 2005年） - TOKIO
- たしかな時間。ゆたかな時間。 東海道新幹線40周年（2004年）
- うまし うるわし 奈良（2006年 - 2022年）
- トーキョー☆ブックマーク - 山崎真実・きむらゆき/メイプル超合金・三戸なつめ
- Eco出張
- 博多へ行くなら新幹線・九州行くなら新幹線
- 参りましょう。伊勢志摩
- baggage 160 - 中川家[注 39]
- ずらし旅 - 本木雅弘
- 会うって、特別だったんだ。（2022年） - 深津絵里
  - 深津は1988年以来33年振りのJR東海CMへの出演。
- 会いにいこう（2023年） - 賀来賢人、唄：UA。新型コロナウイルス流行による行動制限が明けたことで「会いたい人に会いに行こう（旅行に出よう）」と呼びかける。2024年は吉高由里子を起用。

#### 「エクスプレス」シリーズ
JR東海のCMでも特に特徴的なのが、JR東海の主力路線である東海道新幹線を舞台に作成された、一連のイメージCMシリーズである。CMのタイトルはすべて「○○エクスプレス」で統一され、電通・TYOが制作を手がけた。
シンデレラ・エクスプレス
シリーズ第1弾。1987年と1992年に展開。詳しくは「シンデレラ・エクスプレス (CM)」を参照。
アリスのエクスプレス
シリーズ第2弾。1988年1月から3月まで展開。
「クラシックバレエ編」（石川まゆり主演）、「バレーボール編」（岡本弥生主演）、「コンサート出発編」、「コンサート帰り編」の4篇制作。
キャッチコピーは「距離に負けるな、好奇心」。
ちなみに、JR東海が無償配布している季刊時刻表（弘済出版社（現：交通新聞社）中部支社が発売していた『中部編時刻表』の判を流用してJR東海管内中心に編集したもの）の、表題を「Alice's Schedule」とし表紙をアリスのイラストに差し替えたものがキャンペーンの一環として配布された。
「コンサート出発編」「コンサート帰り編」の2作がセットとして放送された。一連のシリーズの中で唯一、0系が一瞬登場する。
横山めぐみ、山崎恵子、村瀬絵美の3名が出演。
プレイバック・エクスプレス
シリーズ第3弾。1988年5月から6月まで展開。
屋敷かおり主演で「帰郷篇」「再会篇」の2篇制作。キャッチフレーズは、「会うのが、いちばん。」
音楽は、ベリンダ・カーライルの『ヘヴン・イズ・ア・プレイス・オン・アース』。
ハックルベリー・エクスプレス
シリーズ第4弾。1988年から1990年まで毎年夏に展開。
夏休みに兄弟で祖父・祖母の住む田舎へ遊びに出かける、二人だけの初めての大冒険を描いたもの。タイトルはマーク・トウェインの小説『ハックルベリー・フィンの冒険』から。各年ごとに以下の作品が作成されている。
- Huckleberry Express'88（1988年7月）
3篇制作。
- Huckleberry Express'89（1989年7-8月）
祖父・祖母の田舎の町を虫取り網を片手に走り回る。カキ氷屋の旗が掲げられている「よしず」張りの駄菓子屋を駆け抜け、大きな楠の木には、「100匹のカブトムシ」と願いをかけ、小川にまで「また来たよ〜」と話しかける。
- Huckleberry Express'90（1990年6-8月）
「出発夜篇」と「初恋篇」の2篇制作。

ホームタウン・エクスプレス
シリーズ第5弾。1988年10月から12月まで展開していた。キャッチコピーは「会うのが、いちばん。」
1988年10月-11月に放送された「男編」「女編」と、1988年12月に制作された 「X'mas編」の3部が制作された。
「X'mas」編は翌年制作された「クリスマス・エクスプレス」シリーズの事実上の第1作とされている。 詳しくは「クリスマス・エクスプレス」を参照。
クリスマス・エクスプレス
シリーズ第6弾。1989年から1992年までと2000年に展開。ホームタウン・エクスプレス「X'mas」編の続編として制作された。CMソングには山下達郎の『クリスマス・イブ』が使われた。
詳しくは「クリスマス・エクスプレス」を参照。
マイコのエクスプレス

### アニメやゲームなどとのタイアップ
JR東海では、1995年の葛西敬之体制発足以来、長年アニメや特撮、およびゲームの承認・許諾を原則的に拒否していた自社の方針を、2014年に社長に就任した柘植康英が転換した。柘植体制以降は段階的に承認・許諾するようになったことで、JR東海の車両や施設および沿線の風景などが、アニメや特撮、およびゲーム内でも、承認・許諾を得たものに限りではあるが、同年の方針転換以降に徐々に登場するようになった。また新型コロナウイルス感染拡大を契機に経営方針の抜本的見直しを迫られたことから、感染拡大が落ち着いた2023年頃からアニメとのコラボレーションを「推し旅」として推進している。
君の名は。
作中で登場した東海道新幹線のシーン（CM「クリスマス・エクスプレス」のシーン図柄とセット）と、同じく高山本線・飛騨古川駅のシーンの絵柄を使用したコラボTOICAを2017年1月30日より予約限定で販売。
新幹線変形ロボ シンカリオン（新幹線変形ロボ シンカリオンZ、シンカリオン チェンジ ザ ワールド）
本来同作はJR東日本監修で、かつ同社系列のジェイアール東日本企画や玩具メーカーのタカラトミーが主体となって企画を行っているが、2018年12月の放送で、CM「クリスマス・エクスプレス」の再現パロディが登場。シナリオや絵コンテをJR東海・ジェイアール東海エージェンシーが承認した上で放送された。
ラブライブ!サンシャイン!!
2019年春にJR東海が幹事となって開催された静岡デスティネーションキャンペーンに合わせ、沼津市の協力で観光誘客ポスターを製作。沼津駅でポスタージャックを行った。
また、2023年には、JR東海の「推し旅 UPDATE」にて、『ラブライブ!サンシャイン!!沼津ゲキ推しキャンペーン！』を実施し、スタンプラリー付きの「沼津旅のしおり」などの企画や、出演声優の小林愛香と斉藤朱夏による沼津駅一日駅長のほか、6月18日には「さわやかウォーキング、ラブライブ!サンシャイン!!ゆかりの地を巡るコース」の開催に合わせてAqoursのメンバーによる車内放送や、描き下ろしイラストを使った装飾がされた臨時急行列車「ラブライブ！サンシャイン!!号」が運行された。
2024年にもコラボ企画を行っているほか、後述の『ゆるキャン△』とラブライブとのクロスオーバー企画でも協力している。
ゆるキャン△
2020年2月（新型コロナウイルス感染拡大本格化の直前）に、作品の舞台となった身延線沿線にて開催された地域イベント「ゆるキャン△梨っ子町めぐり」に合わせ、臨時急行列車「ゆるキャン△梨っ子号」を運行。この列車では、作者あfろによる特製ヘッドマークの作成・掲出、アニメ版声優の花守ゆみりによる車内自動放送、専用の車内装飾、持ち帰り可能な専用シートカバーの装備、グッズ配布・販売などが行われた。また、運行期間中は特別企画乗車券として「ゆるキャン△梨っ子1日フリーきっぷ」が販売された（適用区間は身延線全線と東海道本線の三島駅 - 静岡駅間）。
仮面ライダー ビヨンド・ジェネレーションズ
2021年の年末年始に東海道新幹線とのコラボレーション企画を実施。
五等分の花嫁
春場ねぎ原作の漫画のアニメで、2022年に各種コラボ企画を実施。
2023年の8月28日から10月15日の間には、JR東海の「推し旅 UPDATE」とのコラボの1stシーズン『五等分の花嫁∽ 中野家の五つ子による上杉風太郎おもてなし大作戦 in 名古屋 愛知・三重』を実施し、中野家の五つ子が厳選した観光地を紹介するデジタルスタンプラリーの企画や、完全オリジナルのボイスドラマ、五つ子がJR東海の新幹線乗務員や駅員の制服に身を包んだ描き下ろしイラストを使用した新作グッズの配布・販売などが行われた。
Switch・PS4用ゲームソフト『五等分の花嫁 ～彼女と交わす五つの約束～』では1stシーズンで紹介した名所の一部が登場するほか、一部イラストの監修を行っている。
2023年の11月11日から2023年12月22日の間には2ndシーズンとして、ナガシマスパーランドを舞台とした謎解きツアー『五等分の花嫁∽ 中野家の五つ子による上杉風太郎おもてなし大作戦in ナガシマスパーランド』を実施した。
ひろがるスカイ!プリキュア（プリキュアシリーズ）
子会社のジェイアール東海パッセンジャーズにおいて、2023年の7月20日から7月26日の間に東海道新幹線品川駅の駅構内においてプリキュアシリーズの公式オフィシャルショップである「プリキュア プリティストア」の出張店を期間限定で開設し同作とコラボし東海道新幹線のパーサーになりきったオリジナル商品を販売するほか、同年7月21日からは東海道新幹線において実施している車内販売においても同作の登場キャラクターがデザインされた缶バッジを販売（売切れ次第終了）する予定である。
薬屋のひとりごと
2024年に各種コラボ企画を実施。
響け!ユーフォニアム
2024年に各種コラボ企画を実施。
ようこそ!ポケモンカフェ 〜まぜまぜパズル〜
2024年に各種コラボ企画を実施。
呪術廻戦
2024年に各種コラボ企画を実施。
小市民シリーズ
2024年に各種コラボ企画を実施。
バンドリ! ガールズバンドパーティ!
2024年に各種コラボ企画を実施。
モンスターハンター
カプコンとの協力により、豊橋市やラグーナテンボスを舞台に2024年に各種コラボ企画を実施。
きかんしゃトーマス
2024年に同社の超電導リニア新幹線とのコラボ企画を実施。
負けヒロインが多すぎる!
2024年に各種コラボ企画を実施。また劇中でも豊橋駅や駅ビルのカルミアが登場している。
劇場版プロジェクトセカイ 壊れたセカイと歌えないミク
2025年に各種コラボ企画を実施。

### 提供番組

#### 現在
- 都のかほり（テレビ朝日） - 2009年9月までレギュラー、それ以後は単発
- 京都 心の都へ（日本テレビ） - 2009年9月までレギュラー、それ以後は単発
- 花咲かタイムズ（CBCテレビ）
- 前略、大徳さん（中京テレビ）
- 東京とりっぷ（テレビ愛知）
- SKE48のなるほどトレイン（テレビ愛知）
- おはよう朝日です（朝日放送テレビ） - 木曜のみ
- 大阪ほんわかテレビ（ytv（読売テレビ））
- せやねん!（MBSテレビ（毎日放送）） - 午後の部のみ
- 奈良ふしぎ旅図鑑（BS-TBS）- 2021年3月現在唯一の全国ネット番組

上記の提供番組のほか、JR東海の営業エリアである関東・中部・関西地区（東海道新幹線エリア）と、JR西日本の山陽新幹線エリアである岡山県・香川県、広島県、山口県、福岡県の民放各局では、スポットCMを放映している。1990年代までは在京キー局制作の全国ネット番組にも複数社提供スポンサーの一つとして名を連ねていた。

#### 過去
- 自然の中へ（TXN系）
- ときの探訪（中部日本放送 現：CBCテレビ）
- 進め!クリフハンガー冒険隊（中部日本放送）
- 発見!わくわくMY TOWN（東海テレビ）
- おでかけ!パレット（東海テレビ）
- ふれあい見つけ旅（東海テレビ）
- 東方見聞録（関西テレビ）
- 時報スポット (JFN)
- とんねるずのみなさんのおかげです（フジテレビ系） - 当時番組内ではクリスマス・エクスプレスの公認パロディコントを製作したことがある。
- 月曜ドラマスペシャル（TBS系）
- ドラマチック22（TBS系）
- 金曜ロードショー（日本テレビ系）
- スタイルプラス（東海テレビ）
- 全曜日21時前の時報CM（静岡放送、CBCテレビ）

### Supremeコラボレーション
JR東海では、N700S運行開始に伴い、「Supremeコラボレーション」と題した各種宣伝展開を実施。YouTubeにも公式チャンネルを開設した。
ポスター
2020年6月27日より各駅で掲示。テーマは「あなたが、走り出す日のために」。新型コロナウイルス感染症の影響により外出が制限された状況下、「東海道新幹線は歩みを止めない」「将来（新型コロナウイルス感染症のパンデミック終息後）に想いを馳せる人々の想い」が込められた。
テレビCM
運行開始日の2020年7月1日より放映開始。使用楽曲はイギリスのロックバンド、Queenの「Don't Stop Me Now（フレディ・マーキュリー作）」。
オリジナル漫才
お笑いコンビ・ミルクボーイ（駒場孝・内海崇）を起用したN700Sオリジナル漫才がYouTubeに公開された。
子供向けオリジナルブック
おしりたんていとコラボレーションしたオリジナルブック「JR東海からの挑戦状」が制作された。
このほかN700Sをモチーフとした記念オリジナルフードやグッズが販売されている。

### 関係者出演番組
日経スペシャル カンブリア宮殿
2024年6月27日の放送回「"お堅い会社"からの脱却 JR東海 大改革の裏側」で、丹羽俊介社長が出演し、コロナ後の事業戦略について取り上げた。

## 主催イベント
- さわやかウォーキング

## 関連人物

### 幹部
- 三宅重光 - 初代会長
- 須田寬 - 初代社長、第2代会長、現相談役
- 田中精一 - 第3代会長、中部電力相談役
- 葛西敬之 - 第2代社長、代表取締役会長、代表取締役名誉会長、名誉会長
- 松本正之 - 第3代社長、初代副会長、2011年1月25日から2014年1月24日まで日本放送協会 (NHK) 会長、2014年4月1日よりJR東海に復帰し特別顧問職に就任[148]
- 天谷昭裕 - 常務取締役
- 梅田春実 - 常勤監査役
- 遠藤雅人 - 総務担当部長
- 可知照生 - 執行役員法務部長
- 木場弘子 - 社外取締役
- 杉田和博 - 顧問
- 竹見淳一 - 監査役
- 谷口智彦 - 常勤顧問

### 従業員
- 大矢正成 - 野球部元監督。NHK高校野球元解説者。
- 久保恭久 - 野球部監督。
- 山本スーザン久美子 - 元アイドル。芸能界引退後にJR東海の中途採用試験を受けて採用となり入社。その後、退職したが現在はJR東海系列の企業ウェッジで勤務。
- 与謝野優 - 総合技術本部技術企画部海外高速鉄道プロジェクトC&C事業室長。

### 元従業員
- 伊藤渉 - 衆議院議員。前職がJR東海社員。
- 草地博昭 - 静岡県磐田市長。建設工事部にて東海道新幹線品川駅建設工事に携わる。
- 鈴木のりたけ - 絵本作家、イラストレーター。研修で新幹線運転士を経験。
- 田中要次 - 俳優。1982年、国鉄に入社し長野鉄道管理局（現・JR東日本長野支社）で勤務、JR東海・東海鉄道事業本部を経て、1990年12月8日役者修業のため退職。
- 土橋琢史 - ラジオパーソナリティ。新幹線車掌として名古屋運輸区に所属。
- 伴野豊 - 衆議院議員。

### 関係者
- 佐竹作太郎 - 元衆議院議員。身延線の前身・富士身延鉄道監査役。
- 山下達郎 - JR東海のCM「クリスマス・エクスプレス」のテーマ曲を作曲。